# Fidel Castro
Fidel Alejandro Castro Ruz (Birán, Oriente; 13 de agosto de 1926-La Habana, 25 de noviembre de 2016) fue un político, revolucionario, marxista, y abogado cubano. Tras derrocar la dictadura de Fulgencio Batista mediante una guerra de guerrillas durante la Revolución cubana, ejerció el poder ejecutivo en su país durante casi 50 años, como primer ministro (1959-1976) y presidente (1976-2008). Es considerado por diversas fuentes como dictador.
Durante su mandato, Cuba se convirtió en un Estado socialista de ideología marxista-leninista, bajo el mando del Partido Comunista de Cuba (PCC), único en la isla a partir de su llegada al poder, y se llevaron a cabo nacionalizaciones y expropiaciones de medios productivos con el objetivo de llevar a cabo una política económica socialista.
También fue diputado de la Asamblea Nacional del Poder Popular desde 1976, así como comandante en jefe de las Fuerzas Armadas Revolucionarias (1956-2008), y mantuvo el poder como primer secretario del PCC desde 1965 hasta 2011, cuando definitivamente dejó su puesto como líder de su país y transfirió todos los poderes de la nación a su hermano Raúl Castro. Profesionalmente era abogado, licenciado en derecho diplomático y doctor en derecho civil.
Se inició en la vida pública como guerrillero opositor tras el asalto al cuartel Moncada en 1953, por el que fue llevado a prisión. Tras ser indultado debido a la presión de la opinión pública, se exilió en México, donde planeó la invasión guerrillera de 1956. Llegó al poder tras encabezar la Revolución cubana y derrocando a la dictadura de Fulgencio Batista el 1 de enero de 1959. Fue nombrado primer ministro el 27 de febrero del mismo año por el presidente Manuel Urrutia Lleó. Lideró en 1961 la adopción del marxismo por el gobierno revolucionario, estableciendo un Estado socialista. Tras la reforma constitucional de 1976, fue elegido presidente del Consejo de Estado y del Consejo de Ministros.
En los años 1990 inició una severa crisis económica conocida como período especial, lo que provocó un aumento de los balseros cubanos y la mayor protesta desde el inicio de la Revolución conocida como «Maleconazo».
El 19 de febrero de 2008, en una carta publicada en el diario Granma, anunció que no se presentaría ni aceptaría el puesto de presidente y comandante en la reunión de la Asamblea Nacional del Poder Popular del 24 de febrero del mismo año.
En el ámbito internacional, inicialmente estableció buenas relaciones con los Estados Unidos; luego, estrechos lazos con la Unión Soviética. Después de una serie de expropiaciones a ciudadanos estadounidenses, los desencuentros con los Estados Unidos desembocaron en el embargo económico al gobierno Cuba. Desde entonces, su relación con este país fue antagónica, y especialmente tras la Invasión de bahía de Cochinos en 1961.
Recibió condecoraciones nacionales y extranjeras. Debido a su gestión y a las características controvertidas de sus políticas, se ha generado un polémico e intenso debate de trasfondo ideológico.[¿cuál?]
Falleció en La Habana el 25 de noviembre de 2016 a la edad de 90 años. Al momento de su fallecimiento, la revista Forbes estimó que el patrimonio dejado por Castro ascendía a unos 900 millones de dólares.
Su hermano, Raúl Castro, lo sucedió primero como presidente del Consejo de Estado y del Consejo de Ministros (y, por tanto, como presidente de Cuba), desde el 31 de julio de 2006 de manera interina, y desde el 24 de febrero de 2008 hasta el 18 de abril de 2018 de forma oficial; y luego, como primer secretario del PCC, desde abril de 2011.

## Biografía

### Infancia y juventud

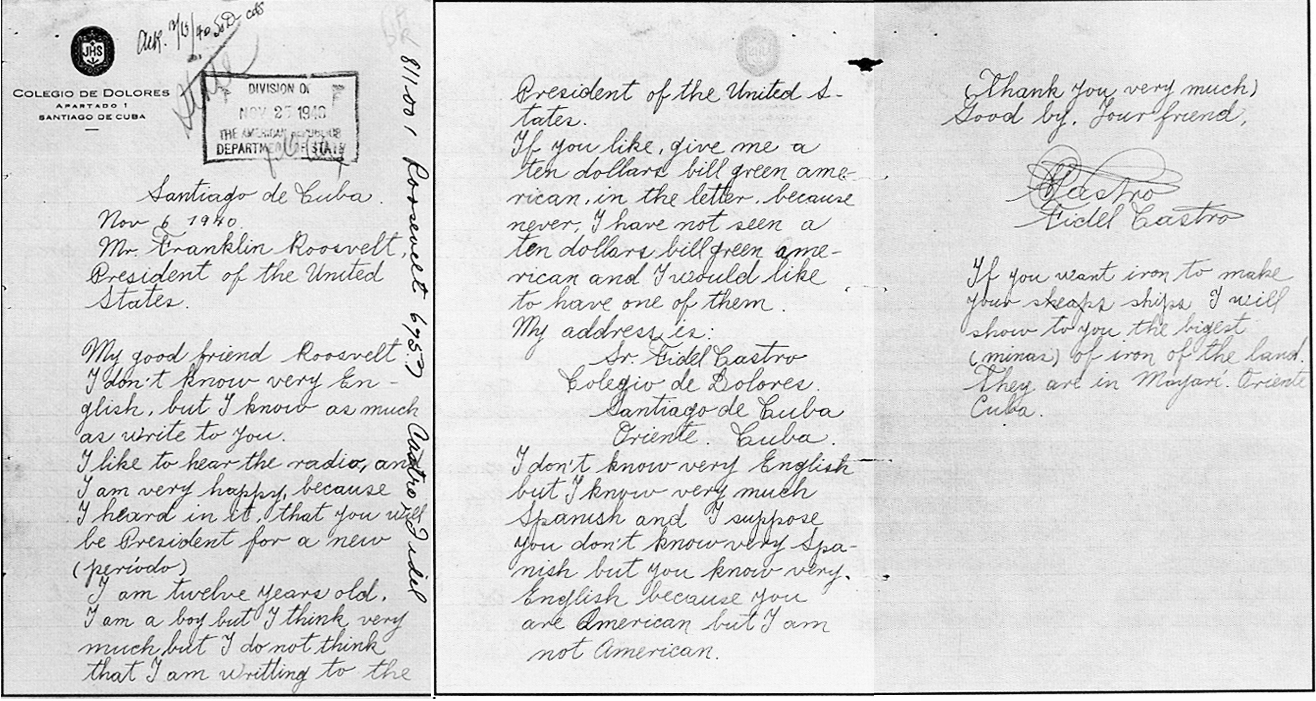
Carta escrita en inglés por Fidel Castro en 1940 al presidente estadounidense Franklin D. Roosevelt a la edad de 14 años, (aunque en la carta dice tener 12 años), mientras estudiaba en el Colegio de Dolores, en Santiago de Cuba.

Fidel Castro nació el 13 de agosto de 1926 en la finca perteneciente a su padre en Birán (por entonces en el municipio de Mayarí y la antigua provincia de Oriente y ahora respectivamente municipio de Cueto y provincia de Holguín). Era hijo natural de un emigrado español de Galicia, Ángel Castro Argiz, casado en segundas nupcias años después con Lina Ruz González, cubana natural de Pinar del Río y descendiente también de españoles. Fidel contaba ocho años y medio cuando fue bautizado, y hasta después de 1940 su padre no obtuvo el divorcio de su primera esposa, María Luisa Argota Reyes, y pudo contraer nuevas nupcias con Lina Ruz. Ambos progenitores eran analfabetos, aunque los dos aprendieron a leer en su madurez.[cita requerida] Su padre, de origen humilde,[cita requerida] finalmente alcanzaría una sólida posición económica. Con cuatro años Fidel comenzó a estudiar en una escuela en Birán. Sus padres decidieron enviarlo a Santiago de Cuba a la edad de seis años, junto a su hermana Angelita (1923-2012), al cuidado de la que había sido su profesora en Birán. A pesar de la situación económica en el año 1932, la institutriz que lo cuidaba empleaba su asignación para mantener a su familia.
En 1934 ingresó en el colegio lasaliano de Santiago. En septiembre de 1939 se inscribiría en el Colegio de Dolores, de los jesuitas, también en Santiago de Cuba. En 1942 ingresó en el Colegio de Belén de La Habana, donde fue seleccionado mejor deportista del curso 1943-1944, según el mismo. Finalizó el bachillerato en junio de 1945, junto al que sería su cuñado, Rafael Díaz-Balart, su mejor amigo de entonces y después enemigo.

### Universidad e inicios de la vida política
Ingresó en la Universidad de La Habana el 4 de septiembre de 1945. En estos primeros años, su vida académica estuvo caracterizada por su ausencia casi total de las aulas. A partir del tercer año, Castro se dedicó con especial intensidad a su labor académica, matriculándose por libre, y llegando a matricularse en tres carreras (Derecho, Derecho Diplomático y Ciencias Sociales) con la intención de obtener una beca para estudiar en Europa o Estados Unidos.
Fue durante el periodo universitario cuando tuvo acceso a algunas obras literarias que, según él, le permitieron alcanzar una cierta madurez política. Sus primeros pasos en la política fueron en el ámbito universitario. Fue elegido delegado de curso y llegó a recibir amenazas al enfrentarse a un candidato de la Federación Estudiantil Universitaria (FEU) apoyado por el Gobierno de Ramón Grau San Martín.
En 1947, con veintiún años, como presidente del Comité Pro Democracia Dominicana de la FEU, promovió acciones para reclamar la destitución del dictador dominicano Rafael Trujillo, y formó parte de la Invasión de Cayo Confites, con el objetivo de derrocarlo.
En 1948, con el patrocinio del general Juan Domingo Perón, viaja por primera vez fuera de Cuba, a Caracas y Panamá, como delegado de la FEU, a la Conferencia Interamericana de Estudiantes que se celebraría en Bogotá en oposición a la IX Conferencia Panamericana. Estaba citado para encontrarse con el candidato a presidente Jorge Eliécer Gaitán la misma tarde en que este fue asesinado, durante la revuelta conocida como el «Bogotazo».
A su regreso a Cuba, contrajo matrimonio con Mirta Díaz-Balart, una estudiante de filosofía de una acomodada familia habanera. Realizaron su viaje de bodas a Nueva York, residiendo en el 156 West, 82th Street en Manhattan. Durante esa época. De este matrimonio nació su primer hijo, Fidel Ángel Castro Díaz-Balart.
En 1950 obtuvo su diploma en leyes. En 1951 se suicidó Eduardo Chibás, líder del Partido Ortodoxo, con el que Castro había simpatizado desde sus años universitarios. En junio de 1952 se presentó por este partido como independiente, por una circunscripción de La Habana, como candidato a la Cámara de Representantes del Congreso cubano, pero el golpe de Estado del general Fulgencio Batista derrocó al Gobierno de Carlos Prío Socarrás y anuló las elecciones. El golpe —reconocido por el Gobierno estadounidense— provocó inquietud en Castro, que utilizaría sus contactos con la Juventud del Partido Ortodoxo para aglutinar a un grupo de jóvenes para el asalto al Cuartel Moncada.

## El enfrentamiento con Batista
En marzo de 1952, Fidel Castro denunció a Batista ante un Tribunal de urgencia por violar la constitución. En ella exponía que los delitos cometidos eran competencia de aquel tribunal y sobre la posible actuación de este argumentó:

Evidenciará si es que sigue funcionando con plenitud de facultades, si es que no se ve imposibilitado por la fuerza, si es que no ha sido abolido también el cuartelazo. [...] Si existen tribunales, Batista debe ser castigado, y si Batista no es castigado (...) ¿Cómo podrá después este tribunal juzgar a un ciudadano cualquiera por sedición o rebeldía contra este régimen ilegal producto de la traición impune?

Los tribunales rechazaron la demanda, por lo que Castro entendió que se legitimaba la lucha armada como única vía posible para derrocar la dictadura.

### Asalto a los cuarteles Moncada y Carlos Manuel de Céspedes
Castro, quien en ese momento había estudiado varias corrientes ideológicas, incluyendo las ideas de Marx, Lenin y Martí, participó en la elaboración de un ataque armado contra los cuarteles Moncada, de Santiago de Cuba, y Carlos Manuel de Céspedes, de Bayamo (como avanzada para combatir el contraataque), ambos en la provincia de Oriente el 26 de julio de 1953.
El intento de tomar el Cuartel Moncada se debió a que, por sus características (un importante valor estratégico por su posición, agrupaba al menos 3000 armas, además de encontrarse en una zona activamente opuesta al golpe dado por Batista), podría propiciar un levantamiento popular armado, llamar al pueblo a la huelga general desde la radio y aprovechar las características del terreno, rodeado de montañas y cerca del mar, para facilitar la lucha armada.

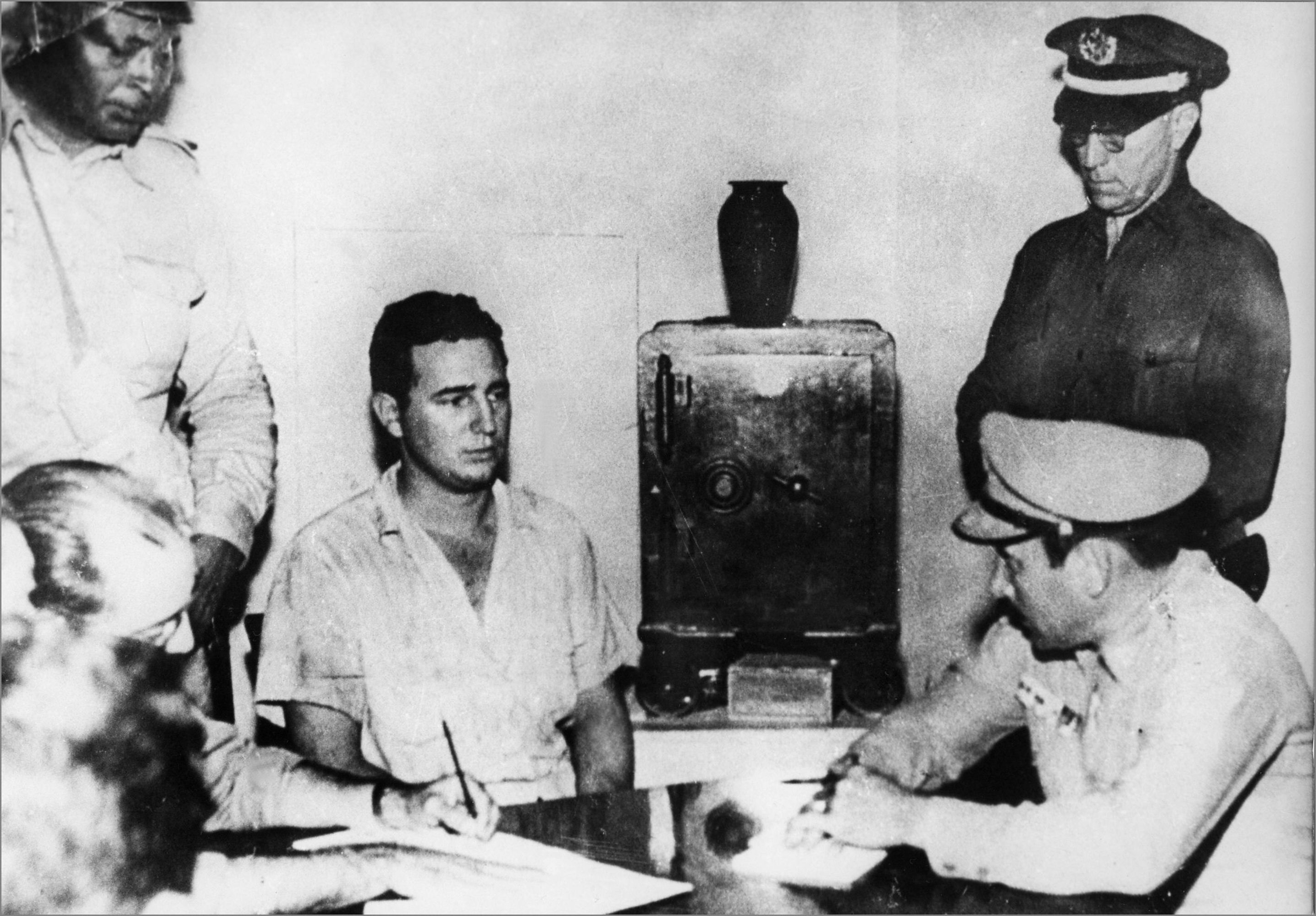
Fidel Castro detenido tras el fracaso del asalto al cuartel Moncada.

La táctica ideada consistió en llegar armados y disfrazados de sargentos, con la única diferencia del calzado para poder reconocerse entre ellos. Una vez dentro, se trataría de emplear el valor simbólico de la «Rebelión de los Sargentos» para contactar con las demás guarniciones y animarlos al levantamiento. Si la rebelión no recibía apoyo, la idea era escapar a las montañas y armar al pueblo para continuar la lucha.
El ataque sería realizado por tres grupos: uno dirigido por Abel Santamaría, que debía tomar el Hospital Civil, otro al mando de Léster Rodríguez, al que pertenecía el hermano de Fidel, Raúl Castro, que debía tomar el Palacio de Justicia y el grupo principal dirigido por Fidel que debía tomar la jefatura del cuartel. El intento fracasó, entre otros factores, porque se perdió el factor sorpresa a partir de una posta que el regimiento en el cuartel agregó a causa de la celebración de los carnavales en la ciudad.
Algunos ciudadanos intentaron camuflarlos, muchos fueron atrapados, aunque Castro consiguió escapar con algunos hombres a la Sierra Maestra. Tras varios días caminando, deciden entrar en una pequeña casa en la sierra, donde son sorprendidos mientras duermen. Un sargento que detuvo a Castro solicitó que no fuera sometido a tortura al momento de su detención.
El grupo de Castro informó que seis guerrilleros murieron en el combate y alegaron que el ejército de Batista torturó y ejecutó a más de ochenta de sus miembros. Otros informes pueden variar respecto a estas cifras. (de los 160 que integraban el grupo original, en el que había dos mujeres). Fidel Castro fue hecho prisionero, juzgado y sentenciado a quince años de prisión. En el alegato final del juicio, Fidel Castro pronunció un discurso de autodefensa. Después del juicio, Castro escribió un documento titulado «La historia me absolverá», en el que presentó sus razones y argumentos en relación con los eventos y su perspectiva política.
Tras veintidós meses de prisión fue liberado durante la amnistía general de mayo de 1955. Meses después se exilió a Estados Unidos y finalmente a México.

### La lucha revolucionaria

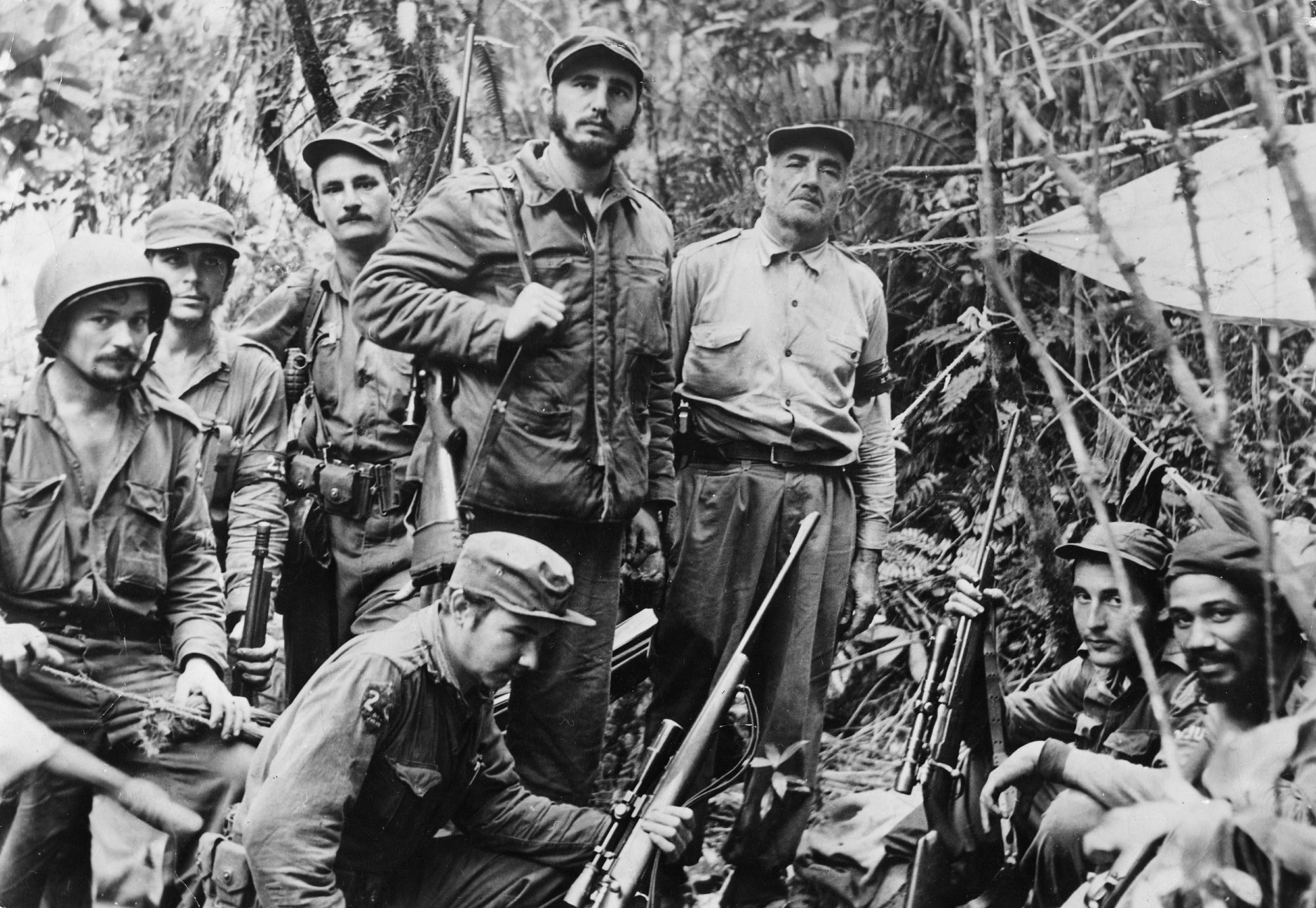
Fidel Castro y sus hombres en la Sierra Maestra, 2 de diciembre de 1956

Después de obtener financiación a través de diversas fuentes, incluyendo a Aureliano Sánchez Arango, exministro de Prío, regresó a Cuba con otros 82 miembros del denominado Movimiento 26 de Julio el 2 de diciembre de 1956 a bordo del yate Granma con la intención de invadir la isla. El desembarco debía ejecutarse de forma sincronizada con un grupo de miembros de la organización, encabezado por Frank País, que trataría de tomar Santiago de Cuba.

Bandera del Movimiento 26 de Julio creado en 1955 por un grupo de nacionalistas cubanos, incluyendo Fidel Castro.

Sin embargo, la acción fracasa al retrasarse dos días el desembarco. Ya alertado, el ejército se despliega en la zona a la espera de los expedicionarios. A los pocos días del desembarque son sorprendidos en Alegría del Pío. Los pocos sobrevivientes (entre ellos, Ernesto Che Guevara, Raúl Castro, Juan Almeida y Camilo Cienfuegos) se retiraron a la Sierra Maestra, desde donde empezaron una guerra de guerrillas contra el gobierno de Batista.
Los revolucionarios llegaron a contar con más de 800 combatientes con los que comenzaron la invasión a escala nacional (frente a los más de 70 000 combatientes de Batista), aunque la carencia de armas fue un condicionante fundamental. Castro, quien dirigía la expedición, designó progresivamente como comandantes a figuras como Che Guevara, Raúl Castro, Camilo Cienfuegos y Almeida. Desde esa época, él mismo adoptó el título de «comandante jefe», que posteriormente evolucionó a «comandante en jefe». El Gobierno anunció la muerte de Castro. Sin embargo, una entrevista realizada por Herbert Matthews, corresponsal del diario New York Times, evidenció que Castro seguía con vida. El grupo señaló que los Estados Unidos facilitaban armas al gobierno de Batista.
En el año 1957, Fidel Castro firmó el Manifiesto de la Sierra Maestra en el que se comprometía a «celebrar elecciones generales para todos los cargos del Estado, las provincias y los municipios en el término de un año bajo las normas de la Constitución del 40 y el Código Electoral del 43 y entregarle el poder inmediatamente al candidato que resulte electo» en el caso de que su movimiento llegase al poder. Tras la victoria de la revolución, no cumplió esa promesa.
El 24 de mayo de 1958, Batista envió diecisiete batallones contra los rebeldes en la Operación Verano, pero los revolucionarios encadenaron una serie de sorprendentes victorias. El 28 de diciembre, el Che inicia con 300 hombres la batalla de Santa Clara, donde logran descarrilar un tren blindado cargado de armas que se dirigía a la capital, a pesar de que el Gobierno había colocado en la ciudad a unos 3000 hombres. En algunos enfrentamientos, hubo deserciones y rendiciones de las tropas de Batista.
El 28 de diciembre, el general Eulogio Cantillo negocia con los rebeldes un posible apoyo del ejército mediante un golpe de Estado. Castro se niega, principalmente porque pensaba que el golpe solo era un intento de Batista de facilitar su huida. Sin embargo, dos días después se produce el golpe, y Batista huye. Castro, desde Santiago de Cuba, ordena no detener los combates. También animan a la población a secundar una huelga general. La mañana siguiente, Fidel se reúne con el general Rego Rubido, quien entrega el Cuartel Moncada.
Fidel Castro entró en La La Habana el 8 de enero, donde dice:

La tiranía ha sido derrocada. La alegría es inmensa. Y sin embargo, queda mucho por hacer todavía. No nos engañamos creyendo que en lo adelante todo será fácil; quizás en lo adelante todo sea más difícil. Decir la verdad es el primer deber de todo revolucionario. Engañar al pueblo, despertarle engañosas ilusiones, siempre traería las peores consecuencias, y estimo que al pueblo hay que alertarlo contra el exceso de optimismo.
Discurso de Fidel Castro en su llegada a La Habana, el 8 de enero de 1959

Durante ese discurso, una paloma, liberada por algunas mujeres del movimiento, se posó en su hombro. Algunos seguidores interpretaron este acto como un signo místico.

## Gobierno (1959-2008)

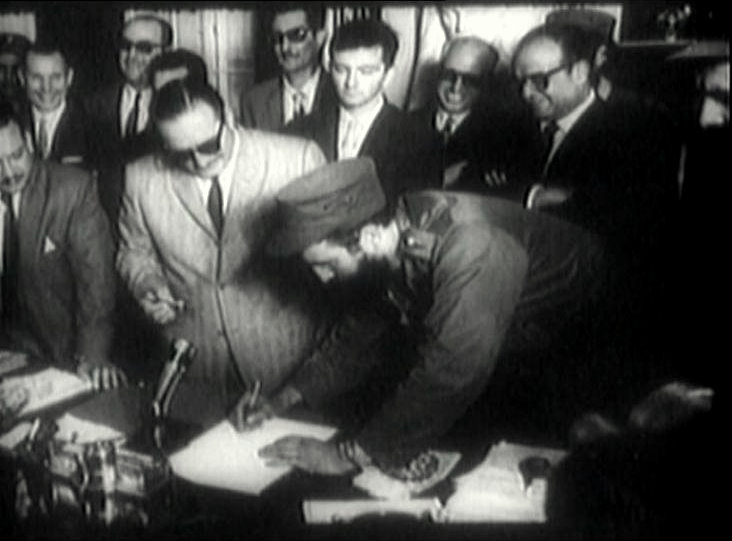
Fidel Castro firma como primer ministro de Cuba el 16 de febrero de 1959.

Fidel Castro fue nombrado primer ministro el 16 de febrero de 1959 y elegido presidente de los Consejos de Estado y de Ministros de la República de Cuba el 3 de diciembre de 1976, cargos que ocupó hasta el 24 de febrero de 2008. Desde 2008 hasta 2016, cuando falleció, fue diputado a la Asamblea Nacional del Poder Popular y primer secretario del Partido Comunista de Cuba.

### Llegada al poder
Tras la victoria revolucionaria, el nuevo presidente del país, Manuel Urrutia, designa al liberal José Miró Cardona como primer ministro el 5 de enero de 1959 al frente de un Gobierno de transición, de corte moderado y composición heterogénea, que aspiraba a agrupar a los distintos grupos políticos del país (con presencia de ministros del Movimiento 26 de Julio). Estados Unidos reconoce este Gobierno dos días después. Castro entra a La Habana con sus tropas el 8 de enero y Urrutia le nombra Comandante en Jefe de las Fuerzas Armadas y le encomienda la tarea de reorganizar los institutos armados de la República.
Según Castro, su principal objetivo era desarrollar aquellas medidas que pretendían aplicar si el asalto al Cuartel Moncada hubiera fructificado (entre las que se reflejaban la reforma agraria, la reinstauración de la Constitución de 1940, la confiscación de los bienes usurpados durante la dictadura o la participación de los obreros en los beneficios de sus empresas).

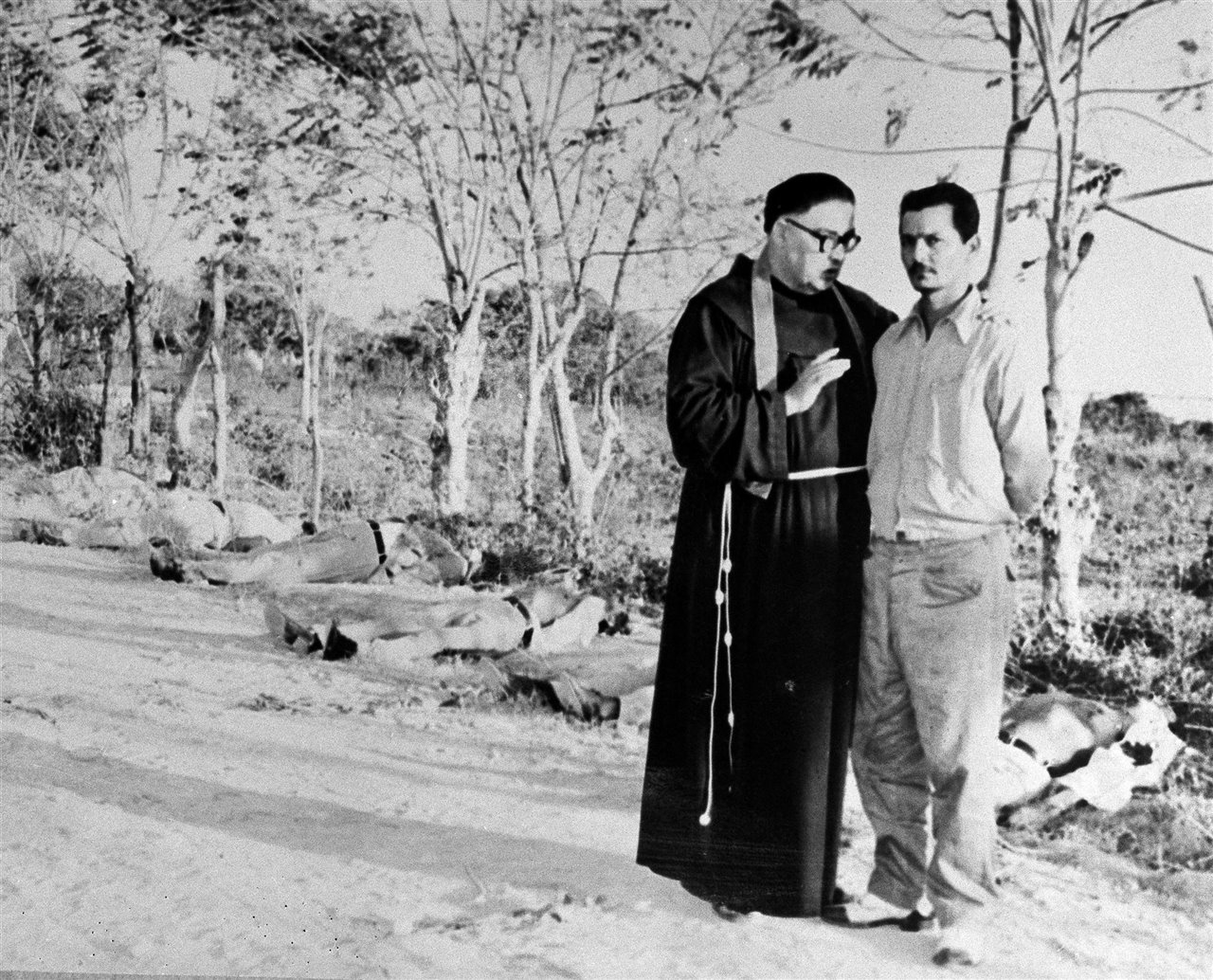
Fusilamiento de Arístidez Díaz. Detrás los cuerpos de otros recientemente fusilados.

Desde los primeros días, se inician juicios en «tribunales revolucionarios» a los que ellos consideraban militares y colaboradores de la dictadura, llegándose a condenar a varios de los acusados a la pena de muerte. Ante las duras críticas por parte de los medios de comunicación internacionales, que acusaban a estos tribunales, entre otras cosas, de condenar por motivos políticos, surge la llamada Operación Verdad, que constaba de dos actos fundamentales (junto a la creación de la agencia cubana de noticias Prensa Latina): una concentración de alrededor de un millón de ciudadanos en apoyo a las medidas, con la presencia de 380 periodistas de Estados Unidos y Latinoamérica el día 21 de enero de 1959 ante el Palacio Presidencial de La Habana, y la celebración de una rueda de prensa al día siguiente en el hotel Habana Riviera para que la prensa internacional plantease preguntas a Castro.
Más tarde, Castro expresó críticas sobre cómo se llevaron a cabo estos juicios ya que algunos se celebraron en estadios multitudinarios y otros incluso fueron televisados. En su discurso del acto del día 21, Fidel propone por primera vez a su hermano Raúl para que le suceda en su cargo si a él le ocurriese algo.
El 23 de enero de 1959 viaja a Caracas, la capital de Venezuela, donde pronuncia un polémico discurso en el acto central de conmemoración del primer aniversario del derrocamiento del general Marcos Pérez Jiménez, en la Plaza O'Leary del Silencio. Al día siguiente es recibido en el congreso venezolano. También visita la Universidad Central (con la presencia del poeta chileno Pablo Neruda). El día 24 se reúne con el recién elegido presidente Rómulo Betancourt.
El 7 de febrero de 1959, el Gobierno promulga la Ley Fundamental de la República, que mantiene vigente ciertos de los postulados básicos de la constitución de 1940. El 13 de febrero, ante las fricciones que se producían en el interior del Gobierno, varios ministros, argumentando lo insostenible de la situación, proponen a Castro la posibilidad de asumir la responsabilidad de primer ministro. El 16 de febrero, José Miró Cardona renuncia a su cargo y Castro es nombrado en ese cargo por el presidente Manuel Urrutia Lleó. Desde su puesto intervino en el Juicio de los aviadores donde son condenados 41 militares cubanos que ya habían sido absueltos.
El tema racial es mencionado por primera vez en un discurso pronunciado por Castro el 2 de marzo de 1959, donde solicitó a la población abordar y eliminar la discriminación racial, y estableció su política de crear escuelas y puestos de trabajo a los cuales los negros cubanos tuvieran acceso. A partir de ese momento, manifestaciones de racismo fueron consideradas contrarrevolucionarias y políticamente condenadas por las autoridades. Castro comenzó un proceso de trabajo político y educacional desde 1959 para la erradicación del racismo. Con la eliminación de espacios privados como clubs, playas, escuelas y hospitales, desapareció también la posibilidad que tenían los dueños de decidir quienes eran sus miembros y de hacer dicha selección basada en cuestiones raciales.
Sin embargo, algunos argumentan que, en lugar de eliminar la discriminación racial, las medidas tomadas limitaron la posibilidad de abordar el racismo de manera significativa. Poco después de llegar al poder, Fidel Castro suprimió el Directorio Central de Sociedades de la Raza de Color, que agrupaba más de quinientas sociedades de negros y mulatos, y abolió los clubes y asociaciones de negros.
Otra de las tareas del gobierno cubano para eliminar el control privado de la economía fue arrestar a líderes de la mafia y tomar millones de dólares en efectivo. Antes de morir, Meyer Lansky dijo que Cuba lo "arruinó". Según Enrique Cirulo, historiador especializado en la mafia, Cuba es el único país donde la mafia ha experimentado una caída tan precipitada.
Entre el 15 y el 27 de abril realiza un viaje de buena voluntad a los Estados Unidos en visita no oficial, a invitación de la Asociación Americana de Editores de Periódicos. No obstante, el 19 de abril se entrevista con el vicepresidente estadounidense Richard Nixon en su despacho del Capitolio (el presidente Eisenhower se excusa por no recibirlo, aduciendo una partida de golf). Durante su estancia en la ciudad de Washington, visita los monumentos a George Washington, Thomas Jefferson, Abraham Lincoln, y la tumba del soldado desconocido en el Cementerio Nacional de Arlington. Es invitado al Lawrenceville School, en Nueva Jersey, así como a las universidades de Princeton y Harvard. El día 21 llega a Nueva York, donde se entrevista brevemente con el secretario general de Naciones Unidas, Dag Hammarskjöld, y además realiza un multitudinario mitin en Central Park el día 24. Finaliza su viaje con una visita a Houston (Texas).
El 2 de mayo de 1959 viaja a Buenos Aires (Argentina), donde pronuncia un discurso en el Consejo Económico de los 21 en el que propone la creación de un mercado único latinoamericano. También visita brevemente Uruguay, Canadá y Brasil. El 17 de mayo se decreta la primera Ley de Reforma Agraria, firmada en Sierra Maestra, que confiscó todas las propiedades de más de 420 hectáreas de extensión. De forma simbólica, la primera propiedad expropiada fue la de su propia familia. Además, fundó organismos de nuevo tipo como el Instituto Nacional de Reforma Agraria (del cual fue su primer presidente) e instituciones culturales como la Imprenta Nacional de Cuba (fundada el 31 de marzo) y el Instituto Cubano de Arte e Industria Cinematográficos (fundado el 24 de marzo).
A mediados de julio de 1959 dimite del cargo de primer ministro argumentando que sus diferencias con el presidente ponían en peligro el proceso revolucionario, lo que motivó una masiva manifestación en favor de Fidel para que se reincorporara al cargo, lo que terminó forzando la renuncia del presidente Manuel Urrutia Lleó el 17 de julio. El nuevo presidente de la República, Osvaldo Dorticós Torrado, lo vuelve a nombrar primer ministro el 26 de julio. Urrutia debió buscar asilo en la embajada de Venezuela.

### Primeras tensiones con Estados Unidos

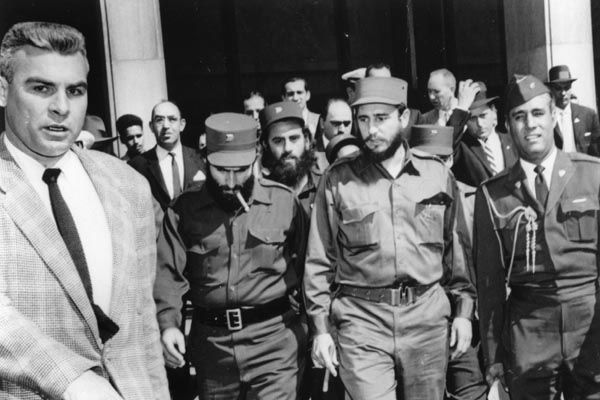
Fidel Castro durante una visita a Washington D. C. en abril de 1959.

La aprobación de la primera Ley de Reforma Agraria afectó seriamente intereses de propietarios cubanos y de estadounidenses. Desde finales de octubre de 1959 el presidente estadounidense Dwight Eisenhower aprueba diversas medidas propuestas por el Departamento de Estado y la CIA para emprender acciones encubiertas contra Cuba, que incluyen ataques piratas aéreos y navales, y la promoción y apoyo directo a las organizaciones contrarrevolucionarias dentro de Cuba. También se establece como objetivo la eliminación física de Castro.
El 21 de octubre de 1959, dos aviones que habían despegado desde el aeropuerto de Pompano Beach, en Florida, lanzan octavillas matando a dos adolescentes e hiriendo a otras 45 personas. Uno de los pilotos era Pedro Luis Díaz Lanz, exjefe de la Fuerza Aérea Revolucionaria que había desertado cuatro meses antes.
En un discurso ese día afirma desde el Regimiento "Ignacio Agramonte": 

Siempre lo mismo, siempre lo mismo. Siempre lo mismo de Díaz-Lanz y de Urrutia. ¿Acusarnos de comunistas para qué? Acusarnos de comunistas para ganarse el halago y para ganarse el apoyo de la reacción, para ganarse el apoyo de cancillerías extranjeras; presentarse acusando a los compañeros más valiosos de esta Revolución de comunistas. Es decir, acusar a la Revolución de lo mismo que la acusan los latifundistas, de lo mismo que la acusan los criminales de guerra, de lo mismo que la acusan los garroteros, de lo mismo que la acusan los especuladores, de lo mismo que la acusan Trujillo y su emisora desde Santo Domingo, de lo mismo que la acusan los grandes monopolios internacionales. Quien se dedique a la innoble y ruin tarea de acusar de comunistas a los compañeros revolucionarios, lo que está haciendo es hacerles el juego a Trujillo, a la reacción nacional, a los grandes intereses internacionales, a los criminales de guerra, a Masferrer, a Batista, a Ventura, a Carratalá y a todos esos criminales.

El 28 de octubre de 1959 muere Camilo Cienfuegos en un accidente aéreo al regresar a la capital desde Camagüey, tras el encarcelamiento del comandante Huber Matos (jefe del regimiento militar de la provincia) y que había sido acusado de participar en un levantamiento sedicioso. En febrero de 1960 el vice primer ministro soviético Anastás Mikoyán visita Cuba y concede un crédito de cien millones de dólares, además de firmar tratados para la compra de azúcar y la venta de petróleo. En esta época recibe la visita de los filósofos franceses Jean Paul Sartre y Simone de Beauvoir.
El 4 de marzo de 1960 se produce en La Habana la explosión del vapor francés "La Coubre", que transportaba armas hacia la isla. El incidente provoca, mediante una doble explosión, un saldo de ciento un muertos y más de doscientos heridos. Al día siguiente, en el sepelio de las víctimas, Fidel Castro pronuncia por primera vez la consigna con la que suele finalizar sus discursos:

Y sin inmutarnos por las amenazas, sin inmutarnos por las maniobras, recordando que un día nosotros fuimos 12 hombres solamente y que, comparada aquella fuerza nuestra con la fuerza de la tiranía, nuestra fuerza era tan pequeña y tan insignificante, que nadie habría creído posible resistir; sin embargo, nosotros creíamos que resistíamos entonces, como creemos hoy que resistimos a cualquier agresión. Y no solo que sabremos resistir cualquier agresión, sino que sabremos vencer cualquier agresión, y que nuevamente no tendríamos otra disyuntiva que aquella con que iniciamos la lucha revolucionaria: la de la libertad o la muerte. Solo que ahora libertad quiere decir algo más todavía: libertad quiere decir patria. Y la disyuntiva nuestra sería «patria o muerte».
Palabras pronunciadas por Fidel Castro en las honras fúnebres de las víctimas de la explosión del vapor "La Coubre", el 5 de marzo de 1960

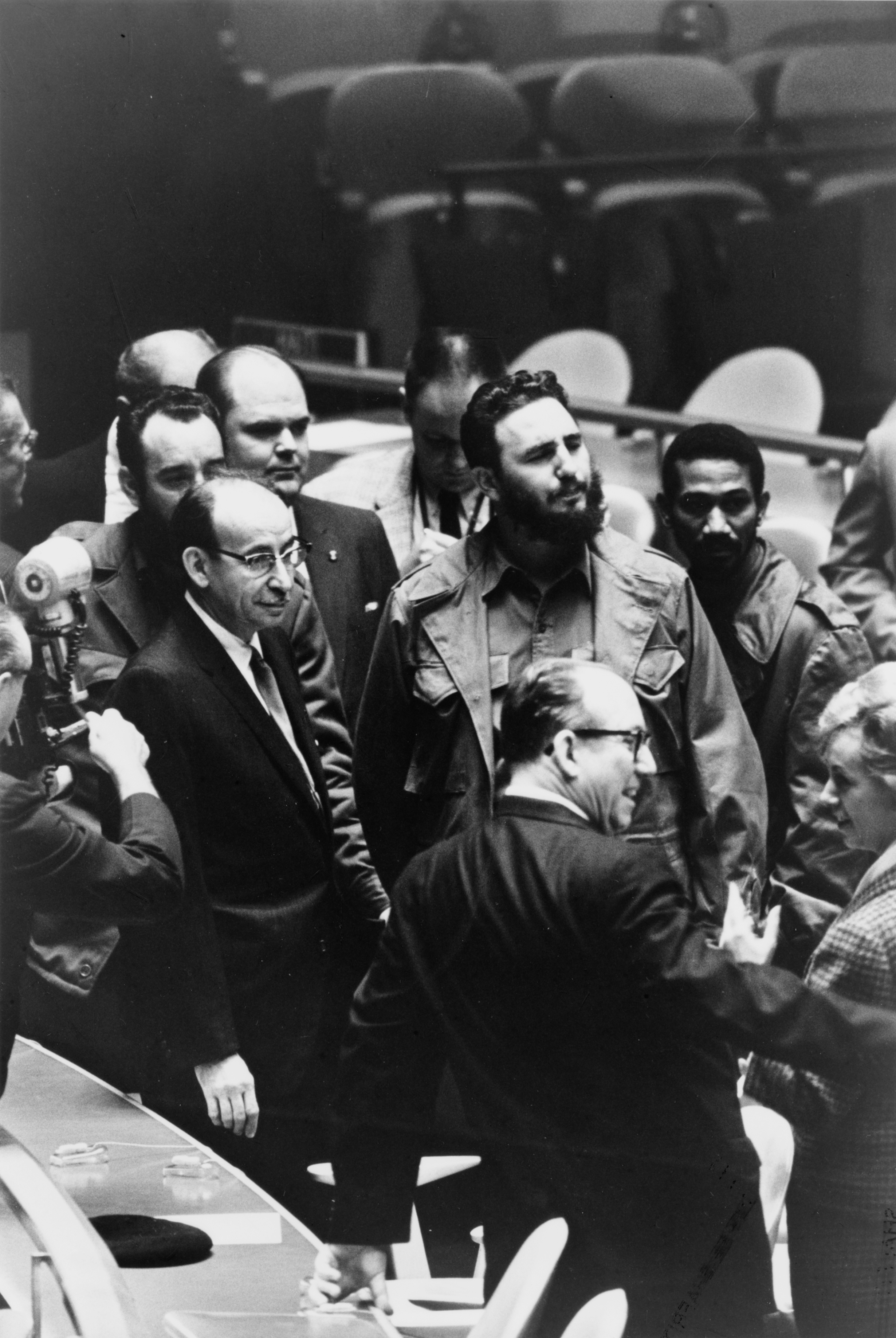
Fidel Castro en la Asamblea General de la ONU, el 22 de septiembre de 1960.

El Gobierno cubano acusa de los hechos a Estados Unidos y afirma que comprará armas a quien se las venda, Estados Unidos, que negó cualquier implicación con lo sucedido. El 17 de marzo de 1960, el presidente Dwight D. Eisenhower ordena la preparación de hombres para invadir la isla. El 8 de mayo se reanudan las relaciones diplomáticas con la Unión Soviética, interrumpidas por Batista en 1952.
El 29 de junio de 1960, el Gobierno cubano confisca las refinerías de Texas Oil Company, Shell y Esso, tras negarse a procesar el petróleo soviético. El 6 de julio, el presidente de Estados Unidos decreta rebaja de 700 000 toneladas de azúcar de la cuota cubana en el mercado de ese país. Dos días más tarde, el senado estadounidense faculta al presidente Dwight D. Eisenhower para suspender todo tipo de ayuda a países que confiscaran propiedades estadounidenses. Como reacción, el Consejo de Ministros cubano acuerda otorgar poderes al presidente de la República y al primer ministro para confiscar las propiedades estadounidenses. El 6 de agosto, en el estadio del Cerro, Castro anuncia la confiscación de gran número de empresas estadounidenses, incluyendo las refinerías de petróleo, 36 centrales azucareros y las compañías de teléfonos y electricidad.
El 2 de septiembre expone en la plaza de la Revolución la Primera Declaración de La Habana como respuesta a la censura hecha a Cuba en la reunión de cancilleres de la Organización de los Estados Americanos, en San José de Costa Rica, ante la decisión del Gobierno cubano de establecer relaciones con la Unión Soviética. Supuso el aislamiento diplomático entre Cuba y todos los países miembros, a excepción de México.
El 18 de septiembre viaja a Nueva York para acudir al XV periodo de sesiones de la Asamblea General de Naciones Unidas. El siguiente día, la dirección del hotel Shelbourne (en el que se alojaba la delegación cubana) notifica a Castro que deben abandonar ese establecimiento. La delegación acepta el ofrecimiento del propietario del Hotel Theresa, en el barrio neoyorquino de Harlem. En él, recibe al presidente soviético Nikita Jrushchov, al presidente egipcio Gamal Abdel Nasser, al primer ministro indio Jawaharlal Nehru y al dirigente negro Malcolm X. Nikita Jrushchov, al ser preguntársele si Castro era comunista responde: «No sé si Fidel es comunista, pero yo soy “fidelista”».
El 28 de septiembre, Fidel Castro propone constituir un sistema de vigilancia colectiva revolucionaria, ante una multitud reunido en la Plaza de la Revolución, creándose así los Comités de Defensa de la Revolución, que tendrían la misión de detectar y denunciar a los enemigos de la Revolución. El 15 de octubre Castro dispuso la confiscación de la propiedad urbana, medida que afectó a intereses estadounidenses, y cuatro días después Washington respondió prohibiendo las exportaciones a la isla, salvo ciertos alimentos, medicinas y suministros médicos. Al embargo se añadió el boicot total cuando, el 16 de diciembre, Eisenhower redujo a cero la cuota azucarera. Finalmente, el 3 de enero de 1961 Estados Unidos rompió las relaciones diplomáticas con Cuba.

### Invasión de bahía de Cochinos

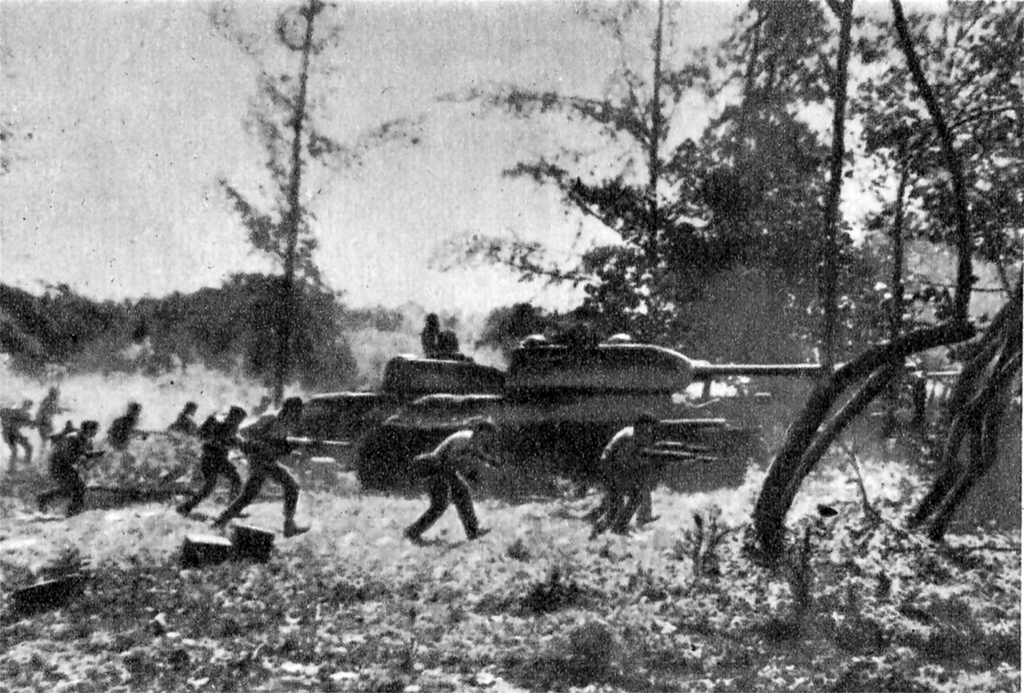
Contraataque de las Fuerzas Armadas Revolucionarias de Cuba durante la invasión de bahía de Cochinos

En enero de 1961 comienza el mandato presidencial de John F. Kennedy, que hereda los planes de invasión de la administración anterior. En este mes, en Cuba se inicia la Campaña Nacional de Alfabetización, que aspiraba a erradicar el analfabetismo, que afectaba a cerca de un millón de personas en Cuba.
El 15 de abril ocho aviones estadounidenses A-26 Invader (con insignias cubanas) bombardean los aeropuertos militares de Ciudad Libertad, San Antonio de los Baños y el Antonio Maceo de Santiago de Cuba. El día siguiente, en el sepelio por las víctimas del bombardeo, Fidel define como socialista el proceso revolucionario y, ante la inminencia de la invasión, afirma:

Eso es lo que no pueden perdonarnos, que estemos ahí en sus narices ¡y que hayamos hecho una Revolución socialista en las propias narices de Estados Unidos!
Discurso pronunciado por Fidel Castro el 16 de abril de 1961, en las honras fúnebres de las víctimas del bombardeo del día anterior.

Hasta el momento, la ideología de Castro había llegado a ser calificada de «enigma» por los servicios de inteligencia estadounidenses. En una comparecencia en el Congreso en diciembre de 1959, el director adjunto de la CIA afirmó: «Sabemos que los comunistas consideran a Castro un representante de la burguesía».
El propio Castro había negado repetidamente cualquier acercamiento a las ideas comunistas, a pesar de haber sido fuertemente influido por Marx, Engels y Lenin durante sus años de universidad. Según él, esto se debió a razones de oportunidad (entre otros factores, por el fuerte anticomunismo arraigado en la sociedad cubana hasta la época y porque podría ser causa de enfrentamiento con los Estados Unidos).
La madrugada del 17 de abril desembarcan en Playa Girón y Playa Larga (en la Bahía de Cochinos) una expedición de alrededor de 1500 hombres de la denominada Brigada de Asalto 2506 escoltados por sus buques y ante escasa resistencia. Horas después paracaidistas son transportados tierra adentro para ampliar la zona invadida. El grupo estaba compuesto en su mayoría por cubanos y fue entrenado en Guatemala por la CIA. La expedición partió desde Nicaragua, lo que sirvió a la diplomacia estadounidense para negar cualquier conocimiento del asunto en Naciones Unidas, posteriormente, Kennedy admitió la participación de su Gobierno.
El día 18 se produce la contraofensiva de las fuerzas cubanas dirigidas por Fidel Castro desde el propio escenario de los hechos. La invasión fracasa 72 horas después de haber comenzado, apresando a 1197 combatientes que serán juzgados y devueltos a Estados Unidos, a cambio de una indemnización en medicinas y alimentos.

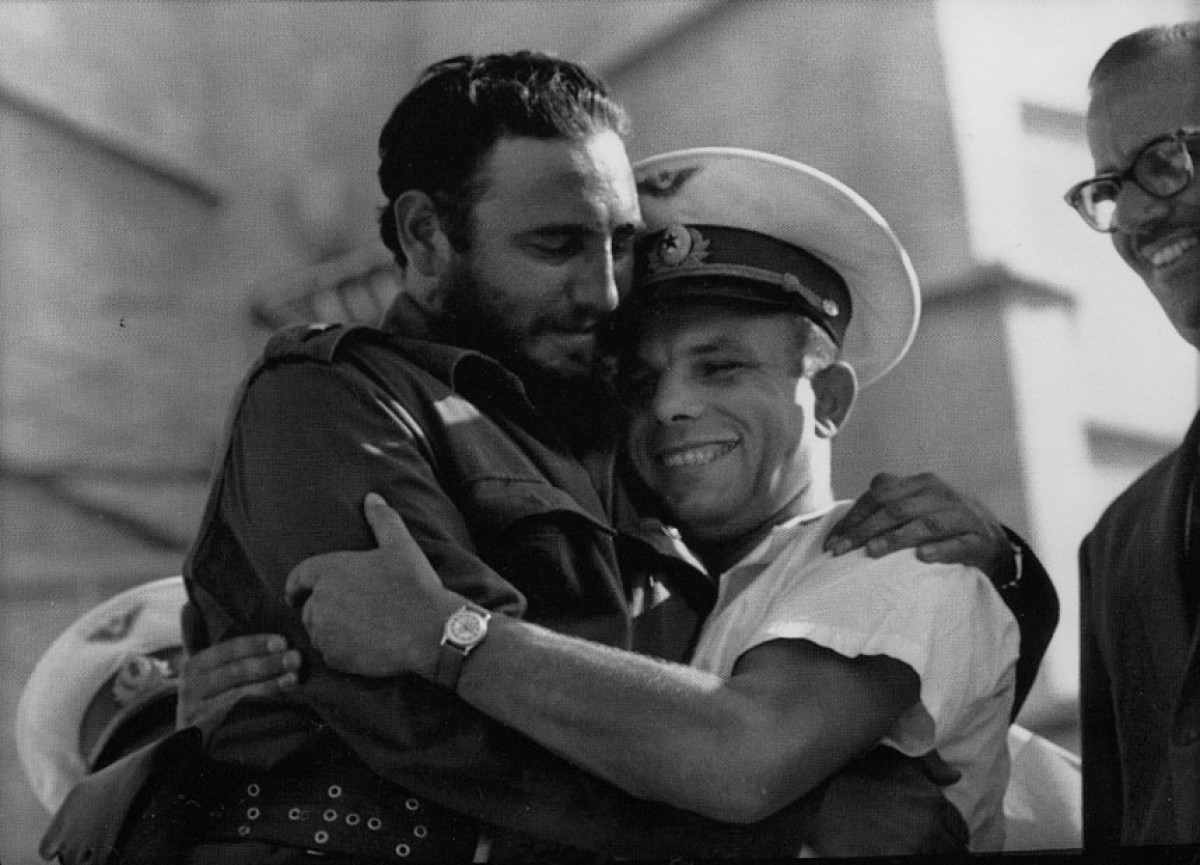
Castro y Yuri Gagarin en 1961.

El 30 de noviembre, John F. Kennedy autoriza la Operación Mangosta, un programa de guerra subversiva, que comprendía acciones de guerra económica, de inteligencia, de guerra psicológica, de apoyo a grupos armados, y de apoyo a organizaciones políticas contrarrevolucionarias. Según partidarios del gobierno de Fidel Castro, la conspiración del 30 de agosto de 1962 fue parte de dicha operación, tras la desarticulación del movimiento se inician una serie de ejecuciones en masa entre los días 30 y 31 de agosto en donde alrededor de 300 a 500 disidentes son ejecutados en la conocida como la Masacre del 30 de agosto.
El 2 de diciembre de 1961, en un mensaje televisado en cadena nacional Fidel anuncia a Cuba y al mundo: "con entera satisfacción y con entera confianza soy marxista-leninista y seré marxista-leninista hasta el último día de mi vida".
El 31 de enero de 1962, en la Octava Reunión de Consulta de Ministros de Relaciones Exteriores de la OEA, celebrada en Punta del Este (Uruguay), se aprobaron una serie de resoluciones por las que se declaraba la incompatibilidad entre el carácter marxista-leninista del Gobierno cubano con su pertenencia al Sistema Interamericano. El 4 de febrero, como respuesta a la expulsión de la OEA, Fidel proclama la Segunda Declaración de La Habana en la actual Plaza de la Revolución. En el texto, donde analiza el efecto del colonialismo y el imperialismo sobre América Latina, Fidel Castro describe a la OEA como «un ministerio de colonias yanquis». El 7 de febrero, Estados Unidos impuso sobre Cuba un embargo comercial, económico y financiero.

### Crisis de los misiles
La Unión Soviética apoyó al Gobierno revolucionario de Cuba al mando de Fidel Castro, mientras que la Invasión de bahía de Cochinos reveló la postura de Estados Unidos hacia un Gobierno comunista a escasos kilómetros de sus costas. Ante esto, la Unión Soviética vio en Cuba la base necesaria para el apoyo a nuevas oleadas revolucionarias prosoviéticas en países americanos, así como por su cercanía a Florida, una base militar desde donde poder amenazar a los Estados Unidos con misiles tácticos nucleares R-6, sin que estos tuvieran tiempo de reacción, igualando así la amenaza que significaba para los soviéticos los misiles balísticos de alcance medio PGM-19 Jupiter estadounidenses emplazados recientemente en Turquía, estado fronterizo con la Unión Soviética.
Por ello, el líder soviético Nikita Jrushchov y su Gobierno decidieron asegurar la isla con la instalación de bases de misiles tácticos nucleares, con capacidad para alcanzar a los Estados Unidos y dispuestos para llevar cabezas nucleares. El Gobierno cubano, ante la posible existencia de un plan para la invasión directa de los Estados Unidos tras el fallido intento de invasión en Bahía de Cochinos, acepta el emplazamiento a pesar de su inicial oposición a que el acuerdo fuese secreto.

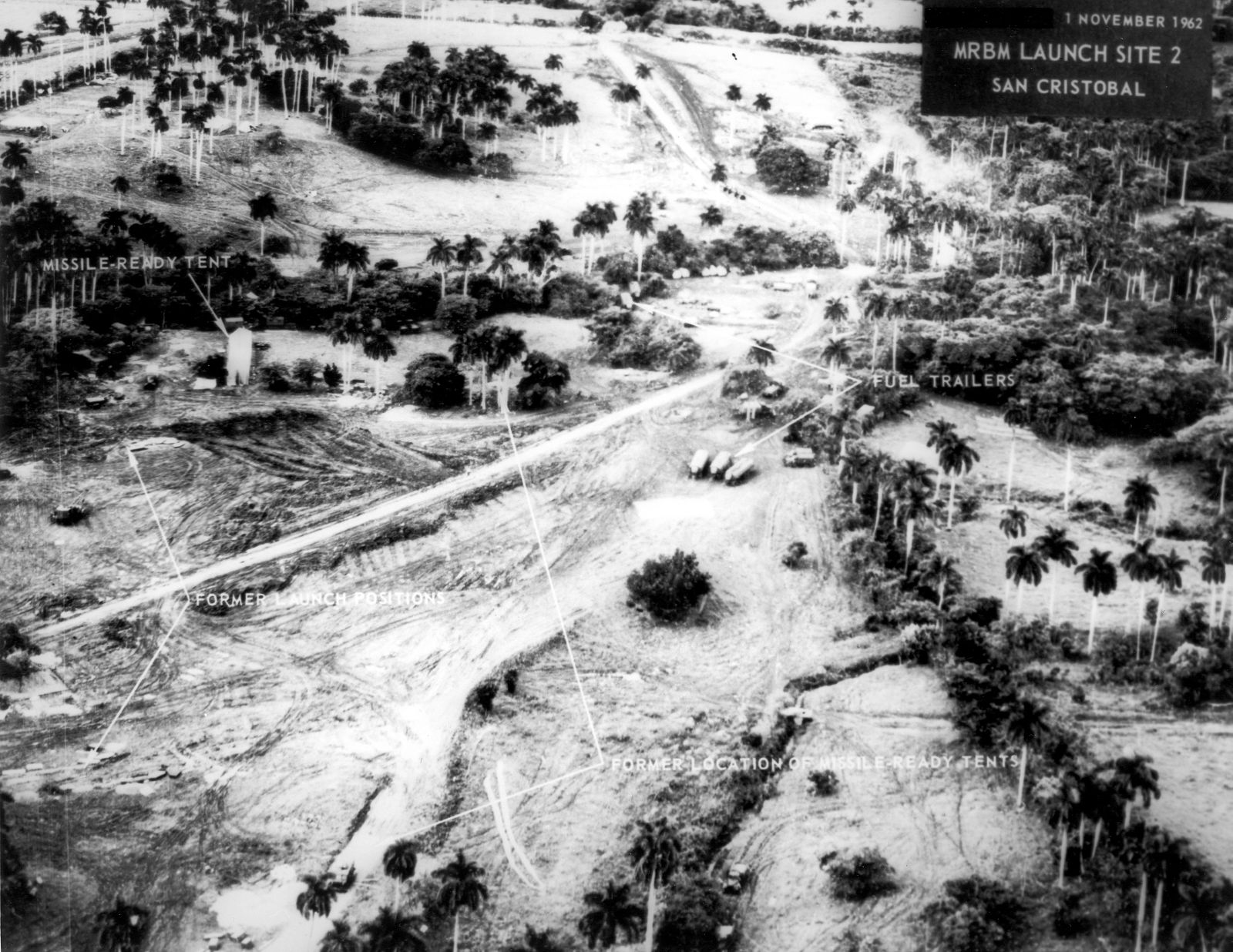
Lugar de instalación de los misiles, noviembre de 1962.

La instalación de misiles tácticos nucleares fue descubierta por las fotografías de un avión espía estadounidense,[cita requerida] tras lo que John F. Kennedy ordenó establecer una cuarentena y un cerco alrededor de la isla, desplegándose barcos y aviones de guerra estadounidenses. Jrushchov dirigió un mensaje a Kennedy el 24 de octubre: «... la Unión Soviética ve el bloqueo como una agresión y no instruirá a los barcos que se desvíen»; pero en las primeras horas de la mañana, los buques soviéticos disminuyeron la velocidad y regresaron o alteraron sus rutas.
Ante la problemática de tal enfrentamiento en el contexto de la Guerra Fría, Castro, en carta de 26 de octubre, dice a Jruschov que emplee el armamento nuclear. Según Castro, fue un problema de traducción del embajador ruso. Según cuenta él en la película documental Comandante, él pedía el uso de armamento nuclear en caso de invasión de los Estados Unidos. El Gobierno cubano exigía el cumplimiento de 5 puntos para la retirada de los misiles: el fin del bloqueo, el fin de los ataques piratas, el fin de la guerra sucia, el fin de los planes subversivos y la retirada estadounidense de la Base Naval de Guantánamo.

Sin embargo, Jrushchov propuso a Kennedy solamente el desmantelamiento de las bases soviéticas de misiles tácticos nucleares R-6 en Cuba, a cambio de la garantía de que Estados Unidos no invadiría a Cuba ni apoyaría operaciones con ese fin, y del desmantelamiento de las bases de misiles PGM-19 Jupiter de Estados Unidos en Turquía, condiciones que Kennedy finalmente aceptó.

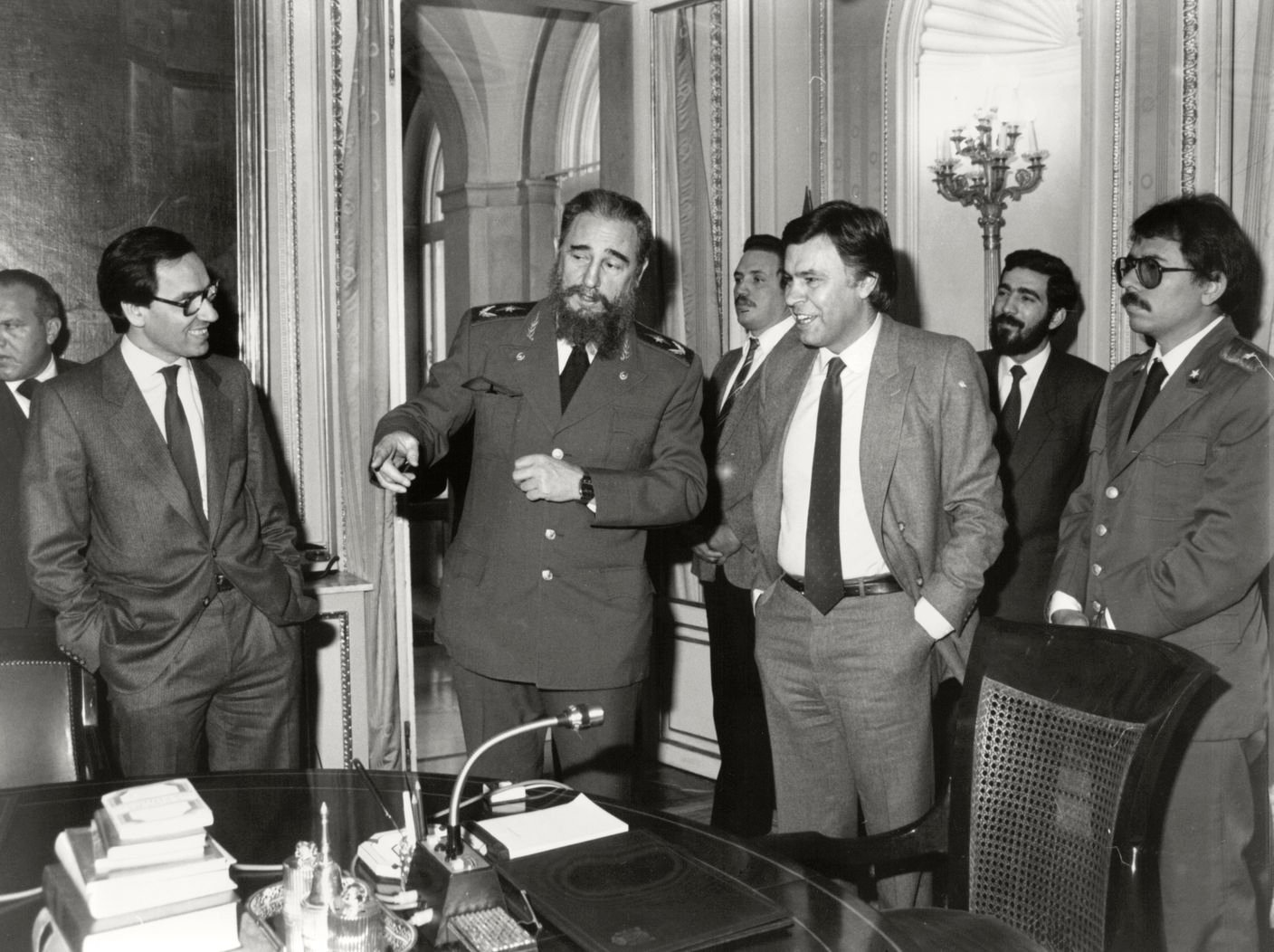
Fotografiado en La Moncloa junto con Alfonso Guerra, Felipe González y Daniel Ortega en febrero de 1984

Castro expresó su desacuerdo con Jrushchov por no tener en cuenta la opinión de Cuba en las negociaciones finales entre los gobiernos de la Unión Soviética y los Estados Unidos. En su opinión, resultó incoherente que la moneda de cambio fuesen solamente los misiles PGM-19 Jupiter de Turquía por los misiles R-6 soviéticos instalados en Cuba, con que la causa de los misiles era la defensa de Cuba, por lo que debía haberse exigido el cumplimiento de los cinco puntos propuestos por Cuba.

### El enfrentamiento con Estados Unidos

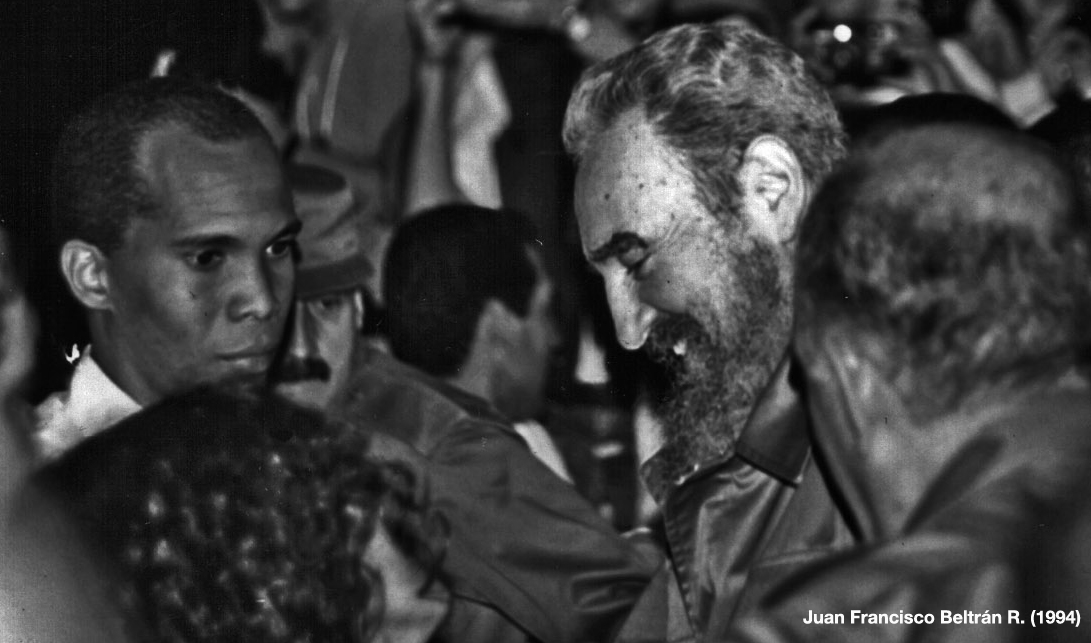
Fidel Castro Ruz en La Habana, Cuba, noviembre de 1994.

En abril de 1961 ante la inminencia de la invasión patrocinada por la CIA, declaró el carácter socialista de la revolución durante una concentración popular en La Habana. Posteriormente dirigió personalmente las tropas que derrotaron, en menos de 72 horas, la invasión en Playa Girón. 
El 13 de marzo de 1968 planteó la «Ofensiva Revolucionaria» y anunció la confiscación de todos los establecimientos que aún estaban en manos de propietarios privados. Ese mismo año reprimió a los miembros de la Microfracción de Aníbal Escalante dentro del Partido Comunista de Cuba.
En 1970 fracasa el proyecto de la Zafra de los diez millones. En 1971 el Caso Padilla da inicio al llamado Quinquenio gris el cual se definió por la censura cultural, el acoso a intelectuales y artistas, y el ostracismo de los miembros de la comunidad LGBT.
El 15 de octubre de 1976, en la despedida de duelo a las 73 víctimas mortales del atentado terrorista presuntamente realizado por la CIA a un avión de Cubana de Aviación en Barbados, pronunció uno de sus discursos más conmovedores: «¡Cuando un pueblo enérgico y viril llora, la injusticia tiembla!».

### Éxodo del Mariel

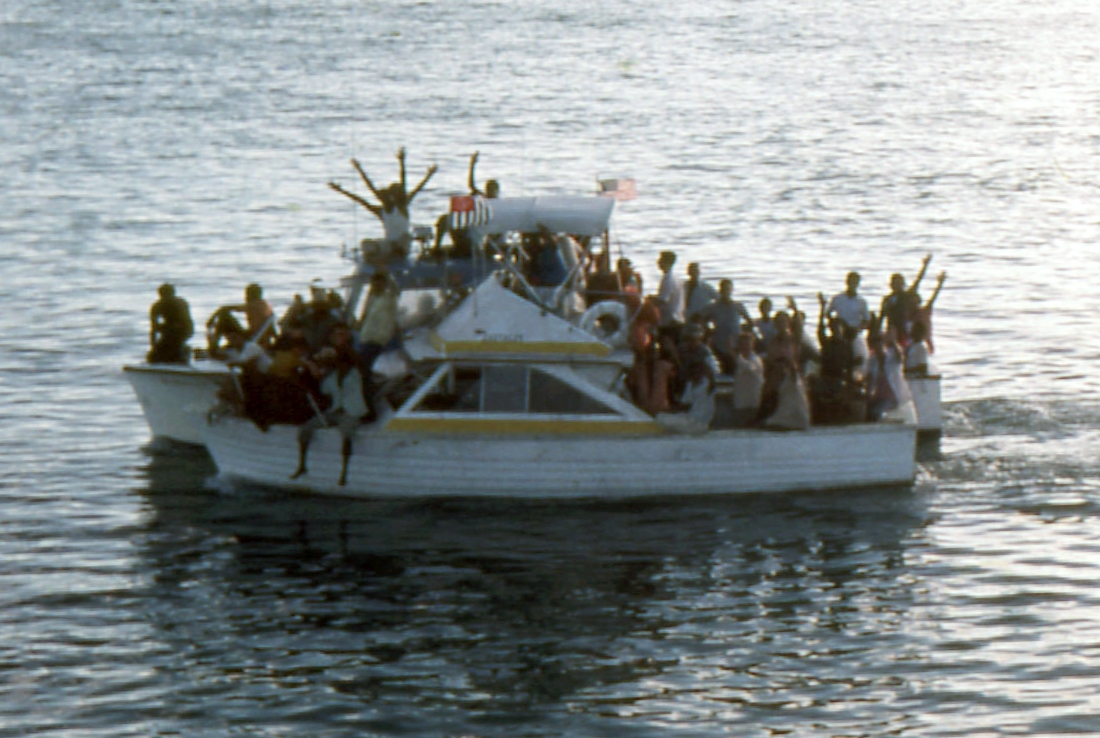
Embarcaciones cubanas abarrotadas rumbo a Estados Unidos.

La Crisis de la embajada peruana en La Habana de 1980 iniciado el 4 de abril de aquel año supuso el mayor caso de asilo y refugio bajo protección diplomática de la historia. Este evento dio inicio al denominado Éxodo del Mariel en donde más de más de 125.000 cubanos se exilian a Estados Unidos. Este mismo año ocurre la Masacre del Río Canímar.

### Periodo Especial

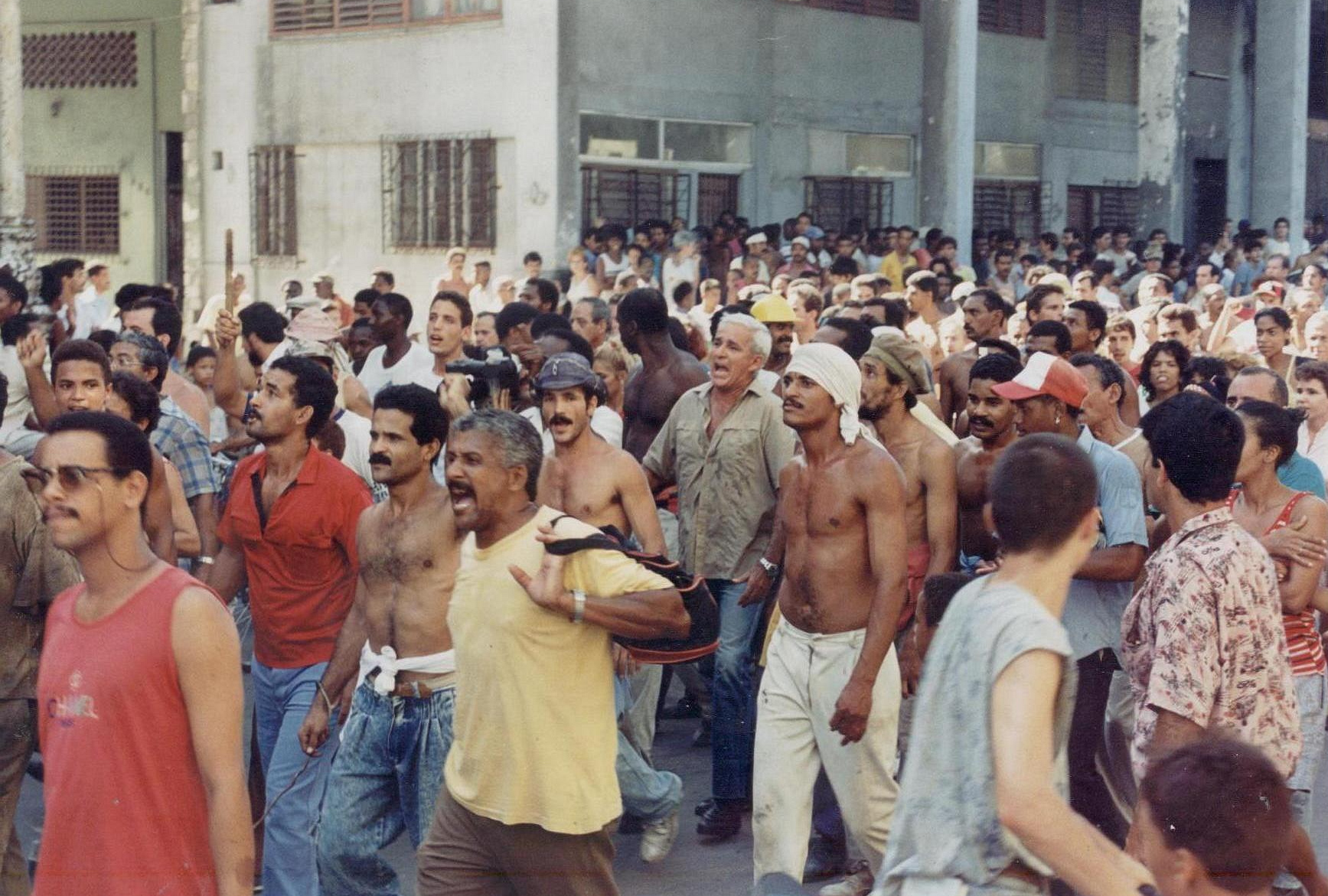
Cubanos protestando en el llamado Maleconazo.

El período especial fue un largo período de crisis económica que comenzó como resultado del colapso de la Unión Soviética en 1991 y por extensión del CAME. La depresión económica que supuso el período especial fue especialmente severa a comienzos y mediados de la década de los 90, el PIB se contrajo un 36 % en el período 1990-93. Esto provocó varios incidentes como el hundimiento del Remolcador 13 de Marzo, el Maleconazo las mayores protestas desde el inicio de la revolución y la Crisis de los balseros cubanos de 1994. 
A partir de ese año inició una lenta recuperación llegando el PIB en 2007 a niveles similares a los de 1990. Se definió en principio por severas restricciones en hidrocarburos en forma de gasolina, diésel y otros combustibles derivados que hasta la fecha Cuba obtenía de sus relaciones económicas con la Unión Soviética. Este período transformó la sociedad cubana y su economía, lo que llevó a que Cuba hiciera urgente reformas en la agricultura, produjo una disminución en el uso de automóviles, y obligó a reacondicionamientos en la industria, la salud y el racionamiento. En octubre de 1995 participó en las celebraciones por el 50.º aniversario de la ONU en Nueva York, pronunciando un discurso ante la Asamblea General. En enero de 1998 recibió al papa Juan Pablo II en La Habana.

## SigloXXI

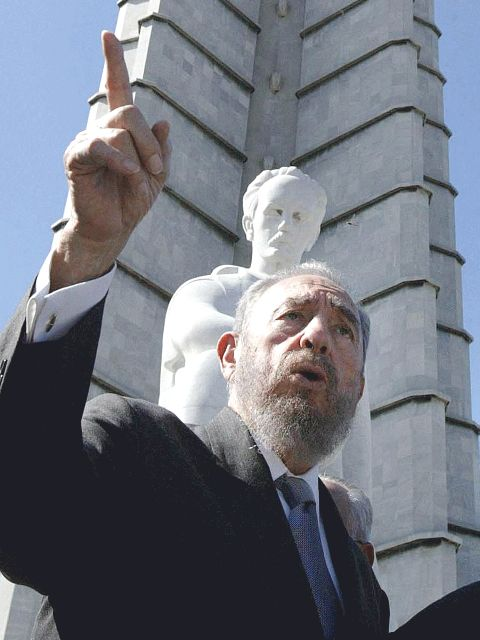
Fidel Castro ante la estatua a José Martí, en La Habana.

El 23 de junio de 2001 sufrió un desmayo mientras pronunciaba un discurso en La Habana. Posteriormente declaró: «Realmente después de mí (Raúl) es el que tiene más experiencia, más conocimiento. Quizás no se le conozca bien. Yo lo conozco bien no solo por razones familiares, sino por la guerra, por su diario, por sus detalles, su meticulosidad, su honradez».
Agregó que si repentinamente sufriese «un infarto, un derrame, una muerte súbita, digamos un choque, o aquella gente (haciendo referencia a grupos anticastristas) usa un rayo láser o ultravioleta o no sé de qué cosa y me ponen a dormir para toda la eternidad, entonces ¿quién es la persona con más autoridad y más experiencia?: Raúl».
En 2003 ocurren las últimas ejecuciones de la historia de Cuba después de que 3 jóvenes cubanos intentaran secuestrar un ferry para huir hacia Estados Unidos. Una vez capturados fueron condenados por "terrorismo". Ese mismo año se inició una férrea persecución contra dirigentes de la oposición cubana conocida como la Primavera negra.

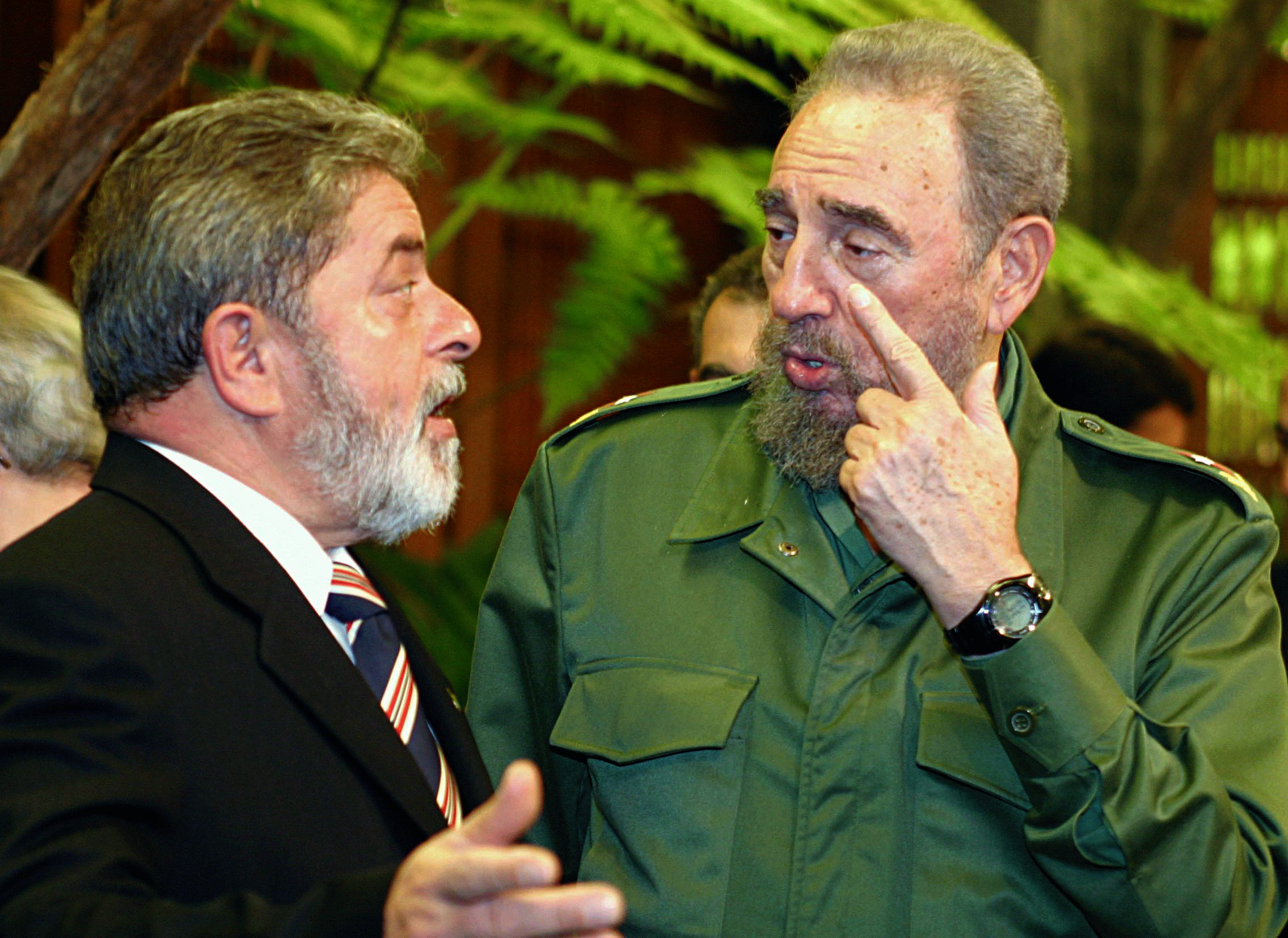
Fidel y el presidente brasileño Lula da Silva (a la izquierda).

Oliver Stone realizó en 2003 el documental Comandante que pretende ser una biografía intimista de Fidel Castro. Posteriormente denunció presiones del Gobierno de Estados Unidos para impedir la exhibición de esa película en ese país. En una carta dirigida al presidente de Estados Unidos George W. Bush, Fidel Castro expresó:

Puesto que usted ha decidido que nuestra suerte está echada, tengo el placer de despedirme como los gladiadores romanos que iban a combatir en el circo: «Salve, César, los que van a morir te saludan». Solo lamento que no podría siquiera verle la cara, porque en ese caso usted estaría a miles de kilómetros de distancia, y yo estaré en la primera línea para morir combatiendo en defensa de mi patria.
Fidel Castro

Tuvo una gran amistad con el presidente de Venezuela, Hugo Chávez, con quien firmó numerosos convenios de cooperación entre ambos países. El más destacado fue el conocido como ALBA (Alternativa Bolivariana para América).

### Renuncia al poder

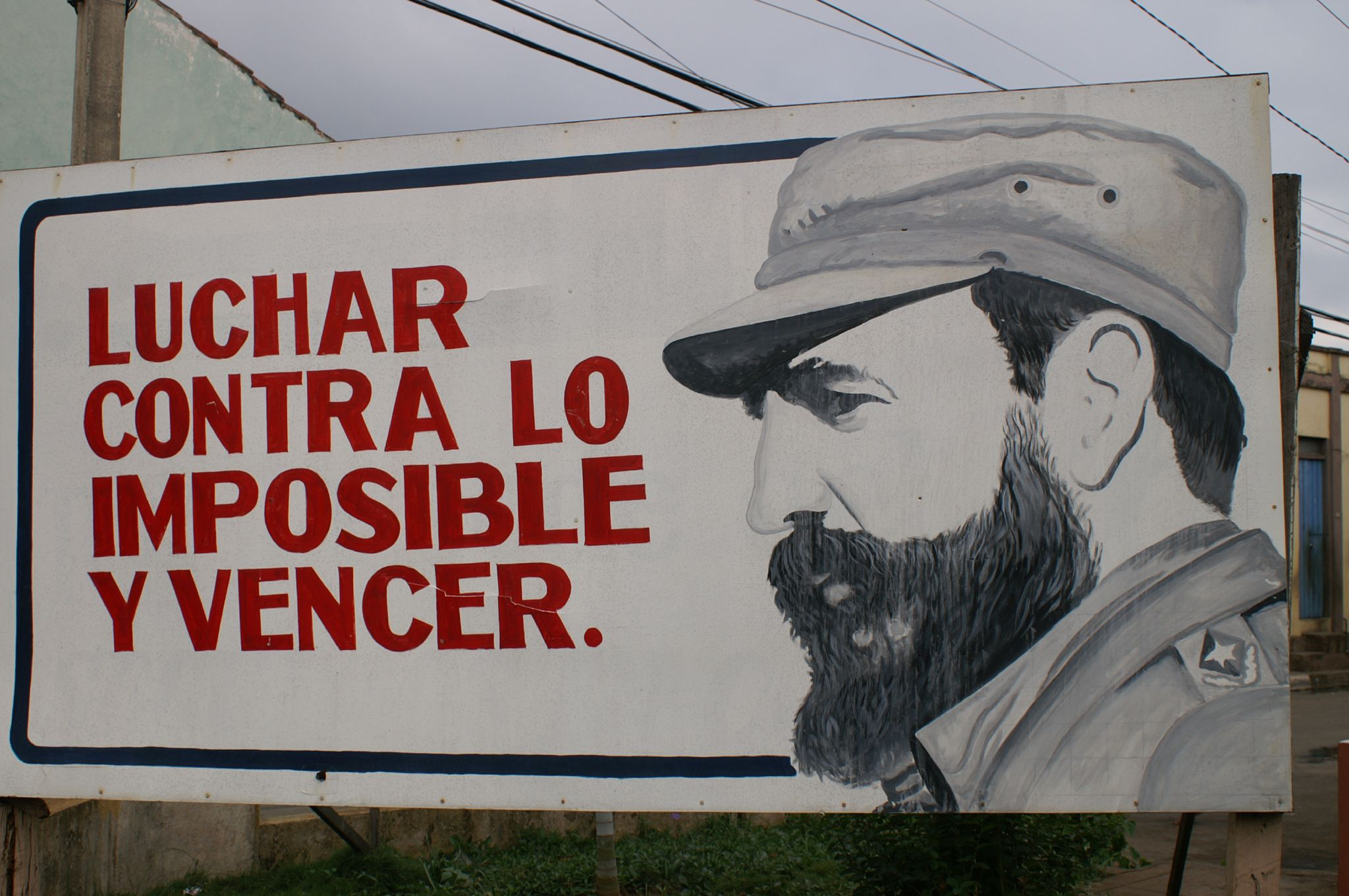
Fidel se retira del poder en 2008 por problemas de salud. En la imagen, uno de los carteles cubanos de propaganda.

Pese a su avanzada edad, el presidente Fidel siguió personalmente al frente del Gobierno hasta el 31 de julio de 2006, fecha en que su secretario, Carlos Valenciaga, anunció que delegaba provisionalmente su cargo en Raúl Castro, mientras se recuperaba de una intervención quirúrgica intestinal. Posteriormente, en el 2008 lo haría en forma definitiva debido a problemas de salud.
El 19 de febrero de 2008 anunció en un artículo de la revista Granma que no aspiraría a ser reelegido como presidente del Consejo de Estado y comandante en jefe
tras 49 años en el poder a cinco días de que el Parlamento, la Asamblea del Poder Popular, eligiera la nueva cúpula del Gobierno, el día 24 de febrero.

No aspiraré ni aceptaré —repito— no aspiraré ni aceptaré, el cargo de Presidente del Consejo de Estado y Comandante en Jefe.
Fidel Castro

Su hermano Raúl Castro, quien le había sustituido interinamente por sus problemas de salud, fue elegido por la Asamblea Nacional del Poder Popular de Cuba el día 24 de febrero de 2008, convirtiéndose así en el 23.er presidente de Cuba.

## Últimos años

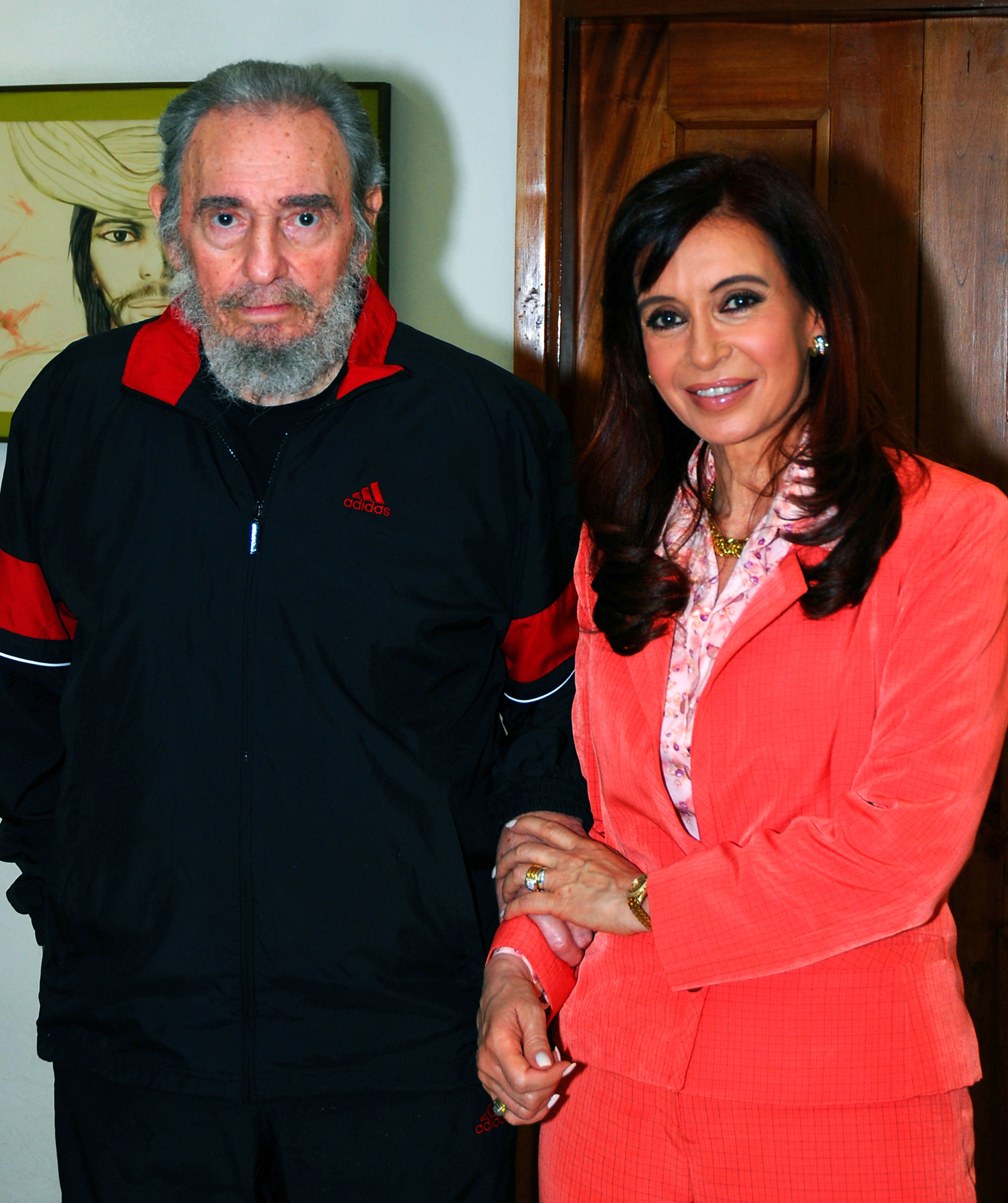
Castro junto a la presidenta de Argentina, Cristina Fernández de Kirchner, enero de 2009.

El 19 de noviembre de 2008, en varias entrevistas por televisión y periódicos en Argentina, el oncólogo español José Luis García Sabrido, quien operara a Fidel Castro en 2006, aseguró que el expresidente nunca tuvo cáncer, que se ha recuperado y que no vuelve al poder porque no lo desea, desmintiendo así los rumores sobre la hasta entonces enfermedad secreta de Fidel Castro. Ese mismo día, pero en Cuba, el líder de la Revolución cubana y el presidente chino Hu Jintao, se reunieron en La Habana y recorrieron instalaciones educativas, dialogando sobre los acuerdos para los estudios de jóvenes chinos en Cuba.

### Últimas declaraciones
Castro, fue entrevistado a fines de agosto y comienzos de septiembre de 2010 en La Habana por el periodista Jeffrey Goldberg, que escribe para la revista Atlantic Monthly junto a la experta estadounidense en relaciones exteriores Julia Sweig. Fueron más de diez horas de conversaciones y encuentros durante varios días. Durante esos encuentros, discutieron temas como el conflicto árabe-israelí y la posibilidad del estallido de una guerra nuclear debido a las tensiones con Irán.
En un momento de la conversación, los estadounidenses preguntaron a Castro sobre la vigencia del modelo cubano y si el modelo económico de la isla al estilo del comunismo soviético era aún digno de ser exportado a otros países. Castro, contestó que tal cosa no era pertinente y añadió: "El modelo cubano ya no funciona ni siquiera para nosotros".
Goldberg publicó esto el 8 de septiembre de 2010 en la revista The Atlantic y consultó con Sweig —una experta del Council on Foreign Relations en asuntos cubanos— cuál era su interpretación a las palabras del expresidente cubano, a la que respondió: indican un reconocimiento de que "el Estado tiene un papel significativo en la vida económica del país". Según Sweig, este punto de vista de Castro podría ayudar a su hermano Raúl, quien lo sucedió en 2008, a abordar a aquellos en el Partido Comunista que resisten cambios en el papel del Estado.

Al día siguiente de la publicación, Fidel Castro aseguró que sus declaraciones fueron malinterpretadas por el periodista. Además aclaró que su intención era decir que «es el capitalismo el que ya no sirve para Estados Unidos ni para el mundo».

## Relaciones internacionales

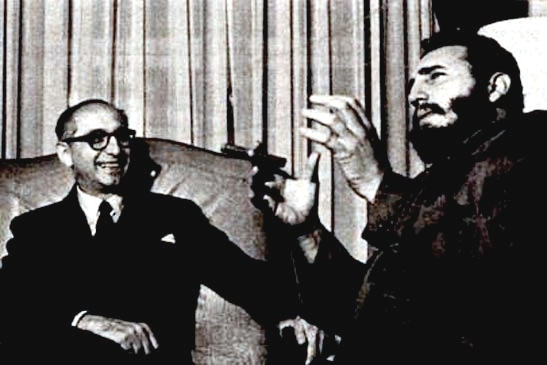
Arturo Frondizi presidente de Argentina con el líder de Cuba Fidel Castro. Esta reunión volvió mucho más tensa la relación del presidente argentino y los militares.

Fidel mantuvo una excelente relación con algunos países, pese al bloqueo impuesto por los Estados Unidos, el cual lo mantuvo por décadas aislado de América con excepción de México; sus relaciones se han extendido con Venezuela, Ecuador, Argentina, Bolivia, Brasil y en especial con países de África.
Castro mantuvo una estrecha relación comercial con la Unión Soviética, animó a los campesinos a trabajar para desarrollar una producción récord y, luego de la caída de la URSS, Fidel impulsó el turismo. Inspeccionaba cada proyecto hotelero. El turismo se desarrolló especialmente con países europeos.
Su carisma lo mantuvo relacionado con figuras importantes alrededor del mundo como actores, científicos, políticos y deportistas, entre otras. Entre las celebridades que mantienen vínculos con Castro se encuentran el magnate multimillonario Ted Turner, los actores Jack Nicholson, Danny Glover, Harry Belafonte, Chevy Chase, Leonardo DiCaprio, Vanessa Redgrave, Robert Redford, Dan Rather, Peter Jennings, los cineastas Steven Spielberg y Oliver Stone y el exfutbolista Diego Armando Maradona, el cual llevaba tatuado el rostro de Castro, en su pierna izquierda.
Mantuvo relaciones amistosas y de cercanía con personajes como el primer ministro canadiense Pierre Trudeau, el presidente francés François Miterrand y el desaparecido escritor estadounidense Ernest Hemingway, también del político español Manuel Fraga, quien recibía al cubano en el pueblo natal de su padre en numerosas ocasiones. Entre las figuras políticas más cercanas cabe mencionar a Nelson Mandela, Malcolm X, Martin Luther King, Nikita Jrushchov, Salvador Allende, Juan Pablo II y muchos otros. Entre sus grandes amigos, se encontraban el Premio Nobel en literatura Gabriel García Márquez, y el presidente venezolano Hugo Chávez.

## Opiniones sobre su política
Fidel Castro fue una figura que no dejaba indiferente a nadie, lo que provocó númerosas opiniones tanto a favor como en contra.
| Opiniones sobre su política | |
| Castristas Partidarios | Anticastristas Detractores |
| Los seguidores de Castro elogian su programa de desarrollo y de eliminación de la desigualdad social —que según ellos ha elevado los índices de salud, deporte, arte y educación de la isla—, así como su oposición frontal al modelo de política internacional que lidera Estados Unidos.[cita requerida] En su país, Castro dirigió importantes reformas: - Económicas: - la nacionalización de las grandes empresas, - la centralización de la economía, - la reforma agraria, - la colectivización y mecanización de la agricultura. - Urbanas, que permitieron el acceso a la vivienda para muchos, aunque actualmente hay reportes de escasez de viviendas - Sanitarias, que han sido objeto de discusión ya que algunas fuentes —OPS (Organización Panamericana de la Salud) entre ellas— han informado un deterioro alarmante en el sistema de agua y alcantarillado de la isla - Sistema de salud: es uno de los mejores SNS de América. La tasa de mortalidad infantil en Cuba, según cifras del mismo gobierno Cubano, es de 4,5 por cada mil niños nacidos, es la más baja de todo el continente, incluidos Canadá (4,6/1000) y los Estados Unidos (5,8/1000). - Educacionales, destacando la campaña de alfabetización que redujo el analfabetismo de un 20% en 1957 al casi 0% que informa el Gobierno en la actualidad. - Cuba ha exportado su sistema de alfabetización a países como Argentina, Venezuela, Ecuador, Bolivia o España (concretamente Sevilla). | Sus opositores critican el sistema de partido único, característico del comunismo al estilo soviético, y algunos califican a Castro como déspota y dictador, ya que sostienen que Castro: - Cometió numerosas violaciones a los derechos humanos. - No cumplió las promesas que hizo antes de llegar al poder. - Como también critican los numerosos opositores fusilados a comienzos de la revolución, se le acusa abiertamente de la muerte de más de 7.000 personas - En la Constitución de 1940 (votada por todo el pueblo cubano) no se había aprobado el sistema socialista que estableció Castro en la isla. - Se argumenta que mantuvo a Cuba en condiciones de Tercer mundo. - Se le acusa de haber tolerado la corrupción entre los burócratas del estado.[cita requerida] - Se argumenta que su administración no fue efectiva en términos económicos. Los opositores de Castro argumentan que muchos de los logros atribuidos a la revolución no se reflejan en la realidad. Sostienen que Cuba anteriormente estaba en la vanguardia y que muchos logros son propios del avance mundial desde 1959. Critican los lujos de él y su familia en un contexto de crisis en Cuba. |

## Intentos de asesinato
Los servicios de inteligencia cubanos contabilizaron hasta 2007 un total de 638 intentos de asesinato contra Fidel Castro en distintas fases de desarrollo, llegando a ejecutarse más de un centenar. Los intentos partieron tanto del Gobierno estadounidense como de opositores cubanos. Los siguientes intentos son los que correspondieron exclusivamente a las administraciones estadounidenses:
| Intentos de asesinato a Fidel Castro por el Gobierno estadounidense | Intentos de asesinato a Fidel Castro por el Gobierno estadounidense |
| Presidente                                                          | Intentos                                                            |
| ------------------------------------------------------------------- | ------------------------------------------------------------------- |
| Dwight D. Eisenhower                                                | 38                                                                  |
| John F. Kennedy                                                     | 42                                                                  |
| Lyndon B. Johnson                                                   | 72                                                                  |
| Richard Nixon                                                       | 184                                                                 |
| Jimmy Carter                                                        | 64                                                                  |
| Ronald Reagan                                                       | 197                                                                 |
| George H. W. Bush                                                   | 16                                                                  |
| Bill Clinton                                                        | 21                                                                  |

Junto a los planes de asesinato se idearon por parte de la CIA otros intentos para afectar a su imagen ante el pueblo, como unos polvos en los zapatos para que se le cayese la barba (que en aquellos años era un símbolo revolucionario) o rociar un estudio de televisión con LSD para que perdiera la compostura mientras hablaba. En todo momento, la CIA intentó evitar que se relacionasen directamente al Gobierno de Estados Unidos, para evitar conflictos internacionales, por lo que llegó a recurrir a la mafia (una de las grandes perjudicadas del triunfo de la revolución).
El Equipo de Servicios Técnicos de la CIA fue creativo especialmente a la hora de intentar asesinar a Castro. El Criptónimo CIA de los intentos de asesinato fue Operación ZRRIFLE y su cerebro fue Sidney Gottlieb. Por ejemplo, intentaron colocar una píldora de cianuro en un batido de chocolate, que el líder cubano tenía por costumbre tomar en el Hotel Habana Libre. La operación debía ser ejecutada por un camarero al servicio de la mafia cubana, que en el último momento no fue capaz.
También trataron de aprovechar su afición al buceo utilizando un traje de buzo envenenado, pero le acababan de regalar uno nuevo. En su defecto, decidieron emplear explosivos con forma de moluscos con colores llamativos, pero no encontraron moluscos suficientemente grandes. Un intento que alcanzó publicidad a nivel internacional fue el reclutamiento de Marita Lorenz, una examante de Fidel, por parte de la CIA para que lo envenenara. Cuando llegó hasta él, Castro le preguntó si iba a matarlo, a lo que ella contestó que sí. Entonces Castro le dio una pistola para que lo hiciera, pero ella fue incapaz.
Otro de los métodos más publicitados fue el empleo de puros habanos, tanto venenosos como explosivos, empleados por su conocida afición (hasta que dejó el tabaco en los años setenta). Otros intentos contabilizados fueron dispararle con un bazuca mientras daba un discurso, ametrallarlo con una falsa cámara, envenenarlo con un bolígrafo-jeringuilla o el intento de explosionar una tribuna en el que debía dar un discurso en su visita a Panamá en 2000 (organizado por el exagente de la CIA Luis Posada Carriles). En opinión de Fidel Castro (cuando se le preguntó en la película documental Comandante, de Oliver Stone), la causa de su supervivencia es que los terroristas eran mercenarios que tenían miedo a morir si ejecutaban el asesinato, o a no disfrutar la recompensa.

## Fallecimiento

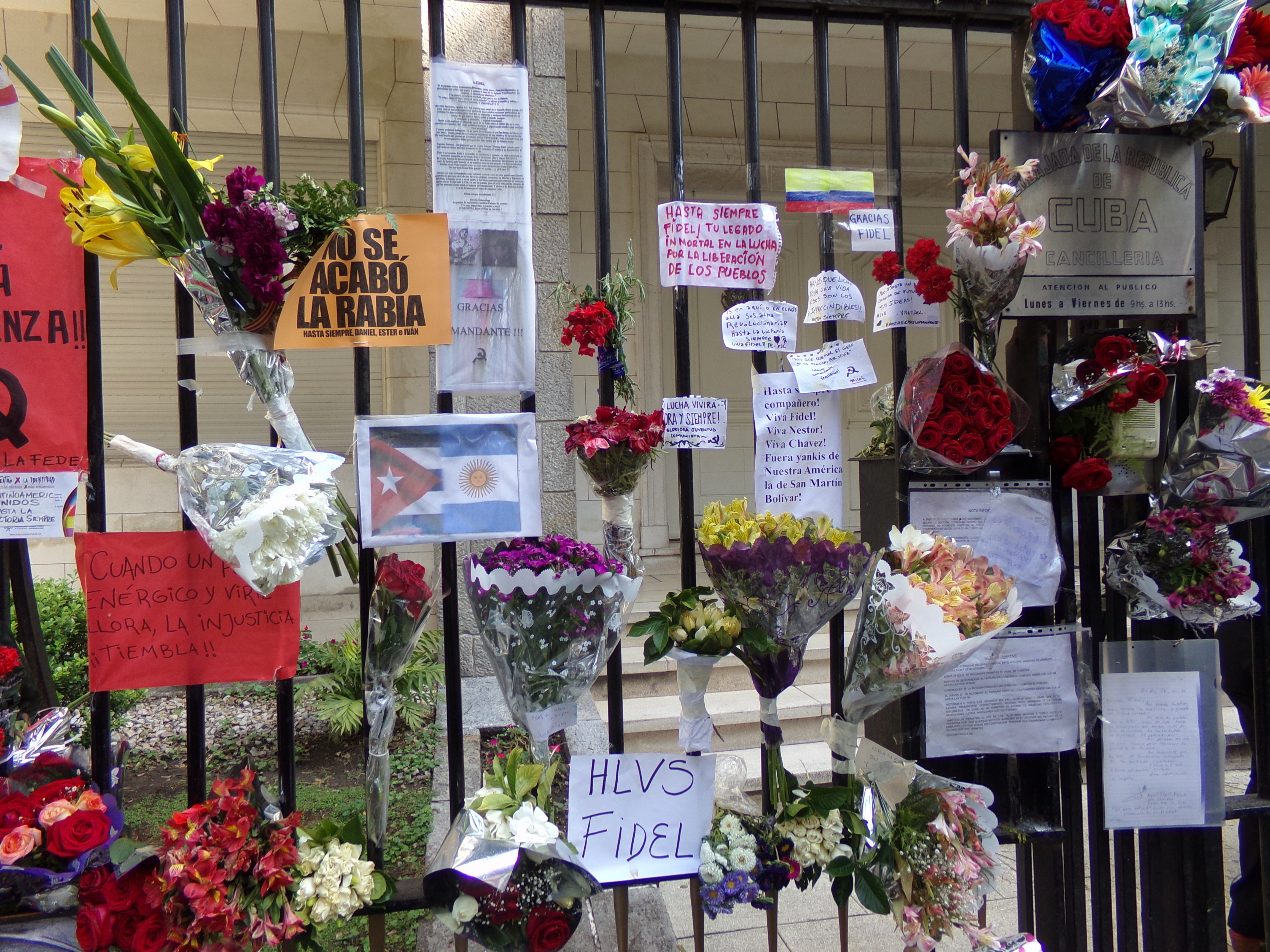
Homenajes a Castro en la embajada cubana en Buenos Aires, Argentina.

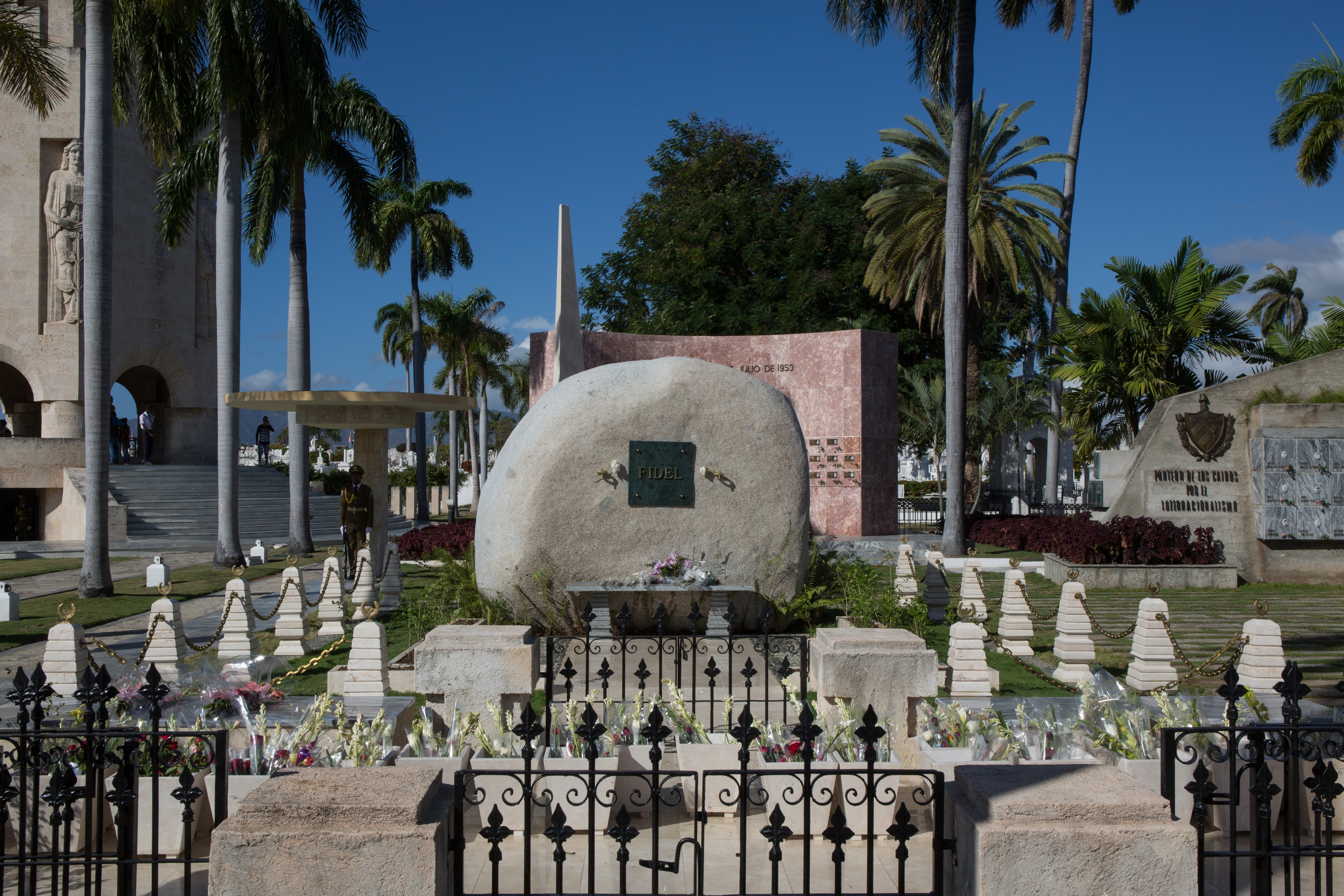
Tumba de Fidel.

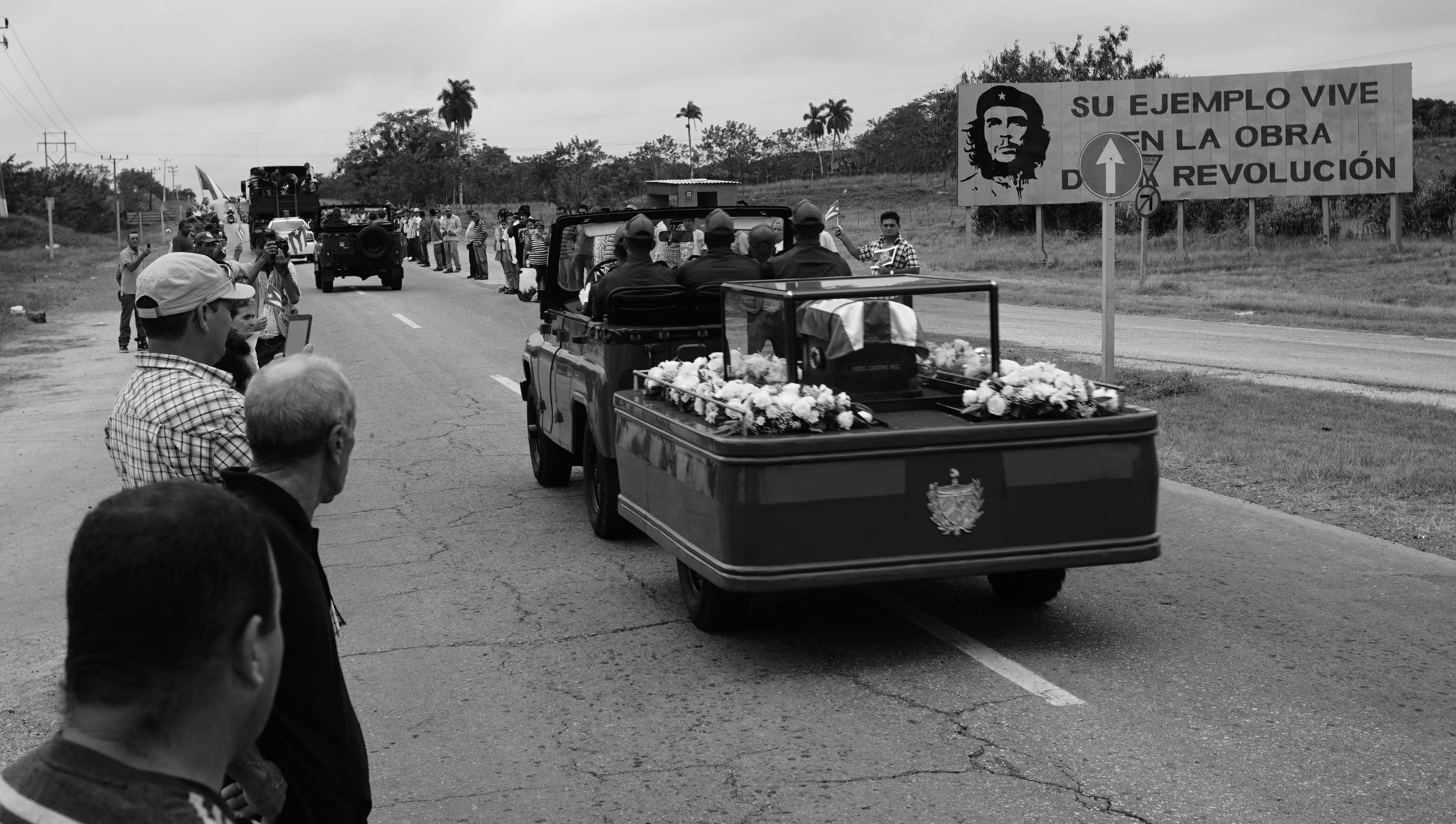
La caravana pasa por la Provincia de Sancti Spíritus.

El 25 de noviembre de 2016 Raúl Castro informó, mediante un comunicado oficial a través de la Televisión Cubana, que su hermano Fidel había fallecido a las 22:29 hora local (3:29 UTC del 26 de noviembre), en La Habana, a los 90 años de edad. La causa de la muerte no fue revelada. Según dijo en el mismo comunicado, sus restos serían cremados «atendiendo su voluntad expresa». El Consejo de Estado decretó nueve días de luto nacional, hasta el de su inhumación en el Cementerio de Santa Ifigenia, que tendría lugar el 4 de diciembre de 2016.
El 28 de noviembre se rindió homenaje a Fidel Castro en la Plaza de la Revolución y en otras zonas del país. Ese mismo día también se convocó a la población a firmar un compromiso con la Revolución mediante un juramento similar al que realizó Fidel Castro el 1 de mayo de 2000, «como expresión de la voluntad de dar continuidad a sus ideas y al socialismo», según los medios estatales.
El 29 de noviembre una concentración de ciudadanos cubanos, precedida por Raúl Castro junto a jefes de Estado de otros países homenajearon en la Plaza de la Revolución de La Habana a Fidel Castro, con una serie de intervenciones; el evento duró cerca de cuatro horas. Al día siguiente, desde la propia plaza, comenzó una procesión funeraria con las cenizas de Castro que recorrió 900 kilómetros a lo largo de la carretera central de la isla, trazando a la inversa la ruta de la «Caravana de la Libertad» de enero de 1959, hasta Santiago de Cuba.
En la mañana del 3 de diciembre, en el último tramo de la procesión funeraria, desde Bayamo a Santiago de Cuba, a las siete de la tarde, se realizó una segunda movilización en la plaza Antonio Maceo, donde Raúl Castro expresó la voluntad de Fidel de que no se erigiesen monumentos, ni se nombrasen tampoco calles o plazas con su nombre. También manifestó llevar a ley este último deseo de su hermano.
El 4 de diciembre, ante la presencia de la viuda de Fidel, sus hijos y algunos líderes y personalidades internacionales, Raúl depositó una pequeña urna con las cenizas de su hermano en un nicho familiar en forma de roca en el Cementerio de Santa Ifigenia. Según la revista Forbes, tras su fallecimiento, Fidel habría dejado una fortuna de 900 millones de dólares a su familia. En el cálculo de su riqueza, la revista tuvo que reconocer que había incluido en el cálculo de su fortuna una parte importante del patrimonio público de Cuba del CIMEX y Medicuba, así como de ciertas instalaciones como el Palacio de Convenciones de La Habana.

## Condecoraciones
Fidel Castro ha recibido una gran cantidad de premios y honores, como el título de Héroe de la Unión Soviética o la Orden de la Estrella de Oro de Vietnam. Véase la lista en el anexo correspondiente.

## Controversias

### Fidel Castro y sus inversiones
La revista Forbes evaluó la herencia del difunto líder cubano, Fidel Castro, en alrededor de 900 millones de dólares. Su patrimonio abarcaba activos tales como Cayo Piedra, una isla privada; más de veinte mansiones; una marina con yates; cuentas bancarias cifradas y una mina de oro.
Juan Reinaldo Sánchez, exguardaespaldas personal de Castro, reveló información sobre la riqueza acumulada por el líder comunista. La revista Forbes sugiere que la fortuna de Castro se multiplicó, en parte, gracias a inversiones en empresas estatales. Su patrimonio pasó de 103 millones a 850 millones de euros (equivalentes a 900 millones de dólares) en solo tres años. Castro habría incrementado su patrimonio a través de empresas estatales como CIMEX y Medicuba, y de instalaciones como el Palacio de Convenciones de La Habana.
Fidel Castro anunció que renunciaría a su cargo si se daba una sola prueba de que tuviera "un solo dólar en el exterior", como aseguraba la revista Forbes una semana antes al publicar una lista de los mandatarios más adinerados de todo el mundo, en la que figuraba en el séptimo puesto. Forbes nunca respondió al mandatario cubano con ninguna prueba documental que constatase su noticia.

### Juanita Castro
Antes y después del triunfo de la Revolución cubana, Juanita Castro apoyó incondicionalmente a sus hermanos Fidel y Raúl. Durante los primeros meses del Gobierno provisional, Juanita se encargó de edificar escuelas, clínicas y hospitales en toda la isla. Posteriormente entra en conflicto con sus hermanos, especialmente con Fidel, al declararse marxistas-leninistas, por lo que consideraba detenciones arbitrarias del G-2 y juicios sumarios, entre otras cosas, por lo que el 19 de junio de 1964 Juanita parte al exilio en un vuelo de Cubana de Aviación con destino a la Ciudad de México.
Juanita nunca más volvería a Cuba ni a reunirse con Raúl o Fidel. Diez días después, el 29 de junio, Juanita denunció el régimen político de sus hermanos y rompió con todo durante una entrevista de radio con el periodista mexicano Guillermo Vela. Al día siguiente fue noticia de ocho columnas en todos los diarios, “La deserción de Cuba de Juanita Castro Ruz”.
Años después, en octubre de 2009, publica su autobiografía Fidel y Raúl mis hermanos, la historia secreta, donde revela que trabajó para la CIA por más de seis años, aunque sin recibir sueldo o retribución económica alguna y, además, sin participar en ningún atentado contra sus hermanos o cualquier personaje cubano. Su nombre clave en la agencia fue Donna.

## En la cultura popular

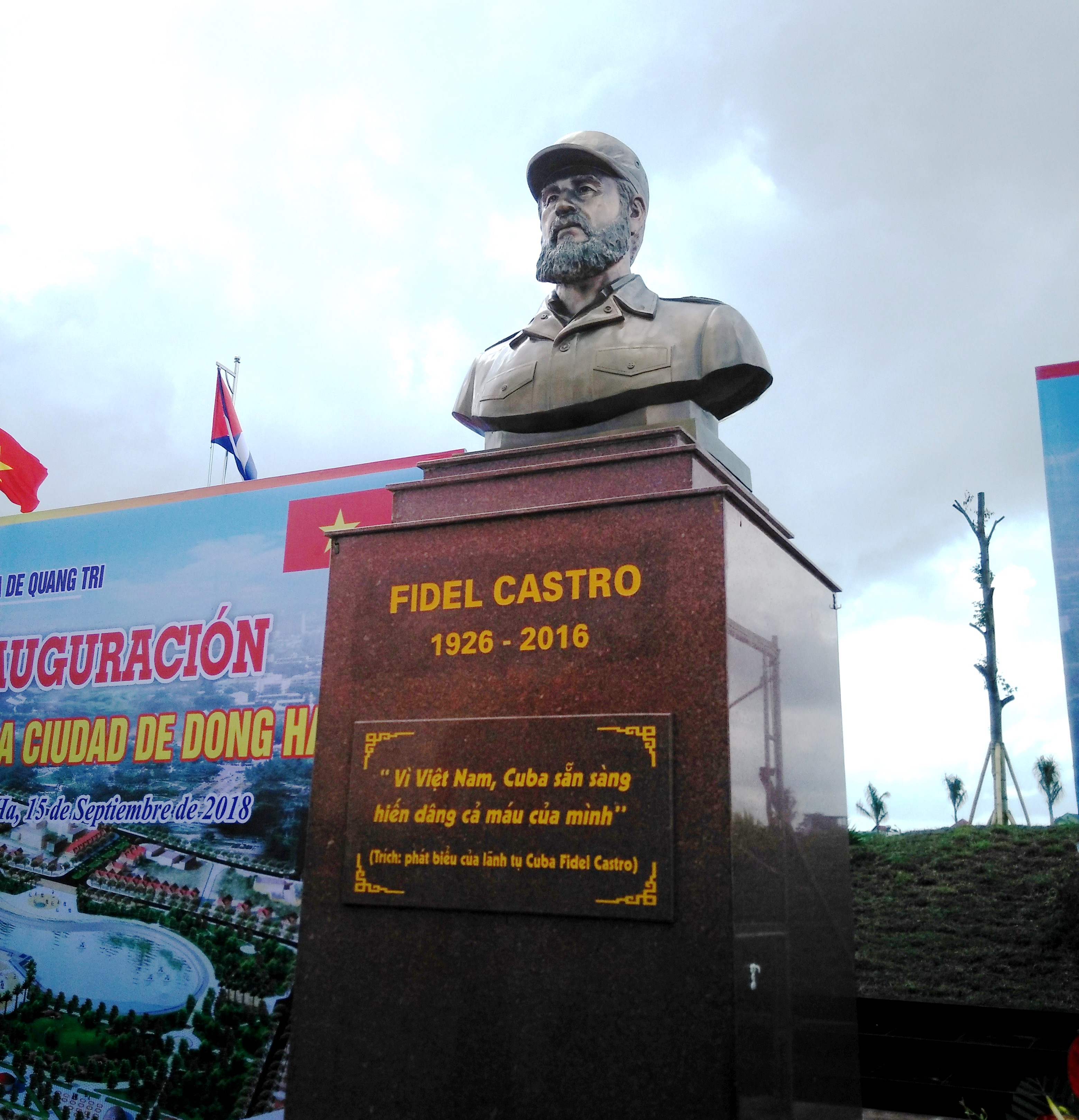
Busto de Fidel Castro

### Televisión
Fidel Castro ha sido representado en diversos programas de televisión
- Una parodia de Fidel Castro apareció en el capítulo 20 de la temporada 9 de Los Simpson llamado The Trouble with Trillions.[146]
- Fidel castro fue un personaje importante en la serie de televisión colombiana El Comandante, interpretado por Germán Jaramillo.[147]

### Música
Numerosos artistas y bandas han rendido homenaje, mencionado o se inspiraron en Fidel Castro a través de sus canciones:
- Ángel Tomás Olivencia Pagán, más conocido como Tommy Olivencia, compuso en 1986 el tema Y Dice Ese Maric...
- La banda Ska-P dedicó a Fidel Castro la canción Nuevo Viento y también tiene otra titulada El libertador, inspirada en Hugo Chávez pero aplicable a líderes socialistas.
- Ricky Espinosa, integrante de la banda punk rock argentina Flema, creó el tema Salve Cuba en honor al Gobierno de Fidel Castro.
- Silvio Rodríguez compuso «El necio» inspirándose en Fidel Castro.
- Carlos Puebla es el autor de «Y en eso llegó Fidel», donde Fidel es el tema central.
- Tanya Rodríguez, cantante cubana del grupo rock Monte de Espuma, es conocida por la canción «Ese hombre está loco», asociada con Fidel.
- Eduardo Saborit menciona a Fidel en su obra Cuba que linda es Cuba.
- La orquesta cubana Los Van Van lo asocia en su canción «El Buenagente».
- Baby Lores dedicó su tema «Creo» a Fidel Castro.[148]
- Los Chikos del Maíz, grupo de rap español, han hecho referencia a Fidel en diversas canciones.
- Ricardo Arjona, cantautor guatemalteco, lo menciona en «Si el norte fuera el sur», «Ella y él» y «Puente».
- La banda española Derribos Arias hace referencia a él en su canción de 1983 Misiles hacia Cuba.
- Como homenaje póstumo, el cantautor cubano Raúl Torres creó Cabalgando con Fidel.
- El grupo español Hombres G tiene una canción de protesta titulada Matar a Castro.

### Filmografía
Documentales y películas han retratado la vida y el impacto de Fidel Castro:
- La serie documental Cuba: Caminos de revolución (2004) es una producción del ICAIC y la compañía española Impulso que cuenta en clave documental el proceso revolucionario cubano y que dedica el capítulo titulado Momentos con Fidel a la vida pública del presidente cubano.
- Moi Fidel Castro (2004) es una serie de entrevistas realizadas por Ignacio Ramonet y dirigidas por Axel Ramonet para la televisión y posteriormente publicadas en DVD. Estas entrevistas, entre otras, forman parte del libro de Ramonet Cien horas con Fidel.
- Comandante (2003), es una película documental dirigida por Oliver Stone en la que se resumen treinta horas de entrevistas a Fidel Castro sobre varios aspectos de su vida.
- Looking for Fidel (2004), es la continuación de Comandante, también dirigida por Oliver Stone en la que el director estadounidense vuelve a Cuba para preguntar a Castro, en un tono más duro, por las polémicas detenciones y los tres fusilamientos de abril de 2003.
- Fidel: La historia no contada o Fidel (2001) es un documental estadounidense de Estela Bravo en el que se recopilan algunas imágenes de la vida de Castro, así como del proceso revolucionario, con comentarios de intelectuales y celebridades de Estados Unidos.
- El documentalista cubano Santiago Álvarez ha realizado multitud de documentales en los que Castro tenía un papel fundamental, como Segunda Declaración de La Habana (1965), Mi hermano Fidel (1977), El octubre de todos (1977) o Y la noche se hizo arcoíris (1978).

#### En la ficción
| Año  | Película       | Director                   | Interpretado por   |
| ---- | -------------- | -------------------------- | ------------------ |
| 1969 | Che!           | Richard Fleischer          | Jack Palance       |
| 2001 | ¡Fidel!        | David Attwood              | Víctor Hugo Martin |
| 2005 | Che Guevara    | Josh Evans                 | Enrico Lo Verso    |
| 2007 | Dios o demonio | Alejandro González Padilla | Juan Luis Galiardo |
| 2016 | Cuba Libre     | —                          | Ken Eaken          |